# おはよう朝日です
『おはよう朝日です』（おはようあさひです）は、1979年4月2日から朝日放送テレビ（ABCテレビ）で平日の5:00 - 8:00、および土曜日の6:30 - 8:00（いずれも、JST）に放送されている朝の情報番組で、関西ローカルの生放送で放送開始から40年以上経過した長寿番組の一つである。
本項目では、土曜日の早朝に放送中の姉妹番組『おはよう朝日土曜日です』（おはようあさひどようびです）、2023年7月17日（月曜日・海の日）から祝日が平日と重なる場合に編成される『おはよう朝日です　祝日版』（おはようあさひです　しゅくじつばん）、朝日放送ラジオ（ABCラジオ）で2016年3月28日から2018年9月24日まで毎週月曜日の19:00 - 19:30に放送していた姉妹番組『ほろ酔い朝日です』（ほろよいあさひです）についても記述する。

## 概要
視聴者には、「おは朝」または「おはよう朝日」（土曜版ではおは土）の通称 で知られている。
1979年4月2日に、平日の7:15 - 8:30で放送を開始（前座番組『ANNニュースセブン』が終了した1987年9月25日まで、以下JST）。1982年1月9日から、土曜日の7:00 - 8:30にも『おはよう朝日土曜日です』（当初は『おはよう朝日です・土曜日です』）として放送している。本項では便宜上、祝日と重ならない月曜日から金曜日までの放送を「平日版」、土曜日の放送を「土曜版」と表現する。
朝日放送テレビでは、朝日放送時代に当番組の平日版を始めて以来、テレビ朝日が平日版と重なる時間帯に生放送で編成している情報番組のネットを基本としてネットワークセールス枠内に限定。年末年始期間や、テレビ朝日が地上波テレビ中継の日本国内向け放送権を保有しているスポーツ中継（全米オープンゴルフなど）を早朝に全国ネットで放送する日にも、当番組の編成を優先するか別の番組を充てている。災害などの緊急事態や重大なニュースが発生した場合には、テレビ朝日が制作する情報番組のネット受けを臨時に実施するものの、あくまでも当番組に内包する方式での部分ネットにとどめている。
2016年7月7日（木曜日）放送分で、ビデオリサーチ調べによる視聴率が13.1%を記録。7月4日 - 10日調査分では関西地区ランキング20位（関西地区では『日立 世界・ふしぎ発見!』と『笑ってコラえて!SP』と同率）に入った。

### 放送時間の変遷
| 期間      | 期間      | 平日                 | 土曜日               |
| --------- | --------- | -------------------- | -------------------- |
| 1979.4.2  | 1982.1.1  | 7:15 - 8:30（075分） | （放送なし）         |
| 1982.1.4  | 1987.9.26 | 7:15 - 8:30（075分） | 7:15 - 8:30（075分） |
| 1987.9.28 | 1996.9.28 | 7:00 - 8:30（090分） | 7:00 - 8:30（090分） |
| 1996.9.30 | 1997.3.29 | 6:45 - 8:00（075分） | 6:45 - 8:30（105分） |
| 1997.3.31 | 2006.3.25 | 6:45 - 8:00（075分） | 6:45 - 8:00（075分） |
| 2006.3.27 | 2013.9.28 | 6:45 - 8:00（075分） | 6:30 - 8:00（090分） |
| 2013.9.30 | 2017.9.30 | 6:45 - 8:00（075分） | 6:25 - 8:00（095分） |
| 2017.10.2 | 2020.10.3 | 6:45 - 8:00（075分） | 6:30 - 8:00（090分） |
| 2020.10.5 | 現在      | 5:00 - 8:00（180分） | 6:30 - 8:00（090分） |

2023年7月17日（海の日）から祝日限定で編成される「祝日版」の放送時間は、平日版と共通。

#### 平日版
1987年9月28日から1996年9月27日まで、7:00 - 8:30の時間帯に放送されていた。テレビ朝日が7:00から全国ネットで放送していた『ANNニュースセブン』を『ANNニュースフレッシュ』へ改題したうえで放送時間を30分繰り上げたことや、6:45 - 7:00の時間帯で『おはよう!CNN』の放送を開始したことによる。また、1996年9月30日から2020年10月2日までは、放送枠を6:45 - 8:00に編成。朝日放送（テレビ）ではこの時期に『おはようコールABC』（自社制作の生放送番組）を当番組の前枠に編成していたため、同番組からステーションブレイク（SB）をはさまずに本編へ直結させていた。
2020年9月28日からは、『おはようコールABC』を終了させたうえで、平日版を2部構成化。『おはようコールABC』の放送枠（5:00 - 6:45）を組み込みながら、5:00 - 6:30の時間帯を「第1部（前半）」、6:30 - 8:00を「第2部（後半）」として、全体の放送時間を3時間に拡大した（第1部途中の5:50 - 6:00には『おはようコール』に続いて「ANNニュース」＜テレビ朝日発の全国ニュース＞を編成）。その一方で、第1部では、『おはようコールABC』から一部の出演者とコーナーを引き継いでいる。なお、放送枠の拡大は「（当番組のメインキャラクターである）おき太巨大化計画」の一環と位置付けられているが、この計画の下で、他にも数々のリニューアルを実施。8月には、視聴者からの投票によって新しいタイトルロゴを決定したほか、「OHA-1グランプリ」（新しいテーマソングを決めるオーディション）を開催した。さらに、9月には「朝おき太」「（おき太の妹に当たる）朝めざめ」に次ぐ第3の番組キャラクターを視聴者から募集した。
2021年4月5日（月曜日）から、番組全体の放送枠を維持したまま、第1部と第2部の区分を6:00に変更。第1部の放送時間を30分短縮、第2部の放送時間を30分拡大したことに伴って、「朝おき太」は6:00から登場するようになった。

#### 土曜版
1981年10月から12月まで、パイロット版として西野義和（当時朝日放送アナウンサー）司会の『てれび&てれび』（8:00 - 8:30）を放送。こちらもスカイスタジオからの生放送で平日同様にエレクトーンによる時刻アナウンスがあった。当番組へ移行後、1996年9月まで7:00 - 8:30、1996年10月から1997年3月までは6:45 - 8:30、1997年4月からは後枠番組『朝だ!生です旅サラダ』の開始時間30分繰り上げを機に、2006年3月までは平日版と同じ6:45 - 8:00で放送。2006年4月1日からは、前枠番組『ANNニュース』の時間帯変更を機に、放送開始時間を15分繰り上げている。2013年10月5日より『おかずのクッキング』が、日曜 4:55 - 5:20枠から土曜 6:00 - 6:25枠に移動するため、開始時間を5分繰り上げて放送していた。2017年10月7日より『題名のない音楽会』を土曜6:00 - 6:30枠に移動（制作局のテレビ朝日より4時間先行ネット）するため、2013年9月以前と同じく開始時間を5分繰り下げて放送している。

#### 祝日版
祝日が平日と重なった場合には、2023年の5月5日（金曜日・こどもの日）まで、基本として平日版の通常編成で対応していた。しかし、次の祝日に当たる7月17日（月曜日・海の日）からは、このような場合に『おはよう朝日です　祝日版』（通称『おは祝』）の生放送を実施している。
『おは祝』でも2021年4月5日以降の平日版（前述）と同じく、第1部を5:00 - 6:00、第2部を6:00 - 8:00に設定。ただし、第1部・第2部とも、平日版・土曜版の双方からレギュラー出演者の一部が放送の曜日・時間帯に応じて登場する。「関西の祝日にもっとワクワクを!」をキャッチフレーズに祝日の行楽に役立つ情報（ニューオープンのスポット、放送の時点で話題になっているグルメ、家族で楽しめる日帰り旅行のプランなど）を、従来の平日版・土曜版より充実。休日ならではのリラックスタイムにふさわしい映像（放送の時点で話題になっている人物やグッズの紹介、体験リポート、視聴者が思わず笑ってしまうようなニュース、動物たちの愛らしい姿を映した動画など）も放送している。

### 主な出演者の変遷
平日版・土曜版とも基本として、朝日放送→朝日放送テレビのアナウンサーが司会を代々担当している。

#### 平日版
初代の男性司会者（総合司会）は乾龍介。以降は、2020年10月に2部構成へ移行するまで、林伸一郎、岡元昇、宮根誠司、浦川泰幸、岩本計介が全編にわたって担当していた。その一方で、1990年4月からは、正木明（ウェザーニューズ→三桂所属の気象予報士）が気象キャスターを30年以上にわたって務めている。
1990年4月から総合司会を担当してきた宮根は、2004年3月の朝日放送退社を機にフリーアナウンサーへ転身してからも司会を続けてきた。出演20周年を迎えたのを機に、2010年3月26日（金曜日）放送分でレギュラー出演を終了したが、2012年11月放送の『おはよう朝日 1万回です』で（関連番組を含めて）2年7ヶ月振りに登場した。
2005年4月からは、喜多ゆかり（当時は朝日放送のアナウンサー）が宮根のアシスタント（サブキャスター）を担当していた。総合司会が浦川に代わってからも続投していたが、第1子の懐妊に伴う産前産後休暇を前に、2016年9月30日（金曜日）放送分で降板。同年10月3日（月曜日）放送分から入社3年目（当時）の川添佳穂が喜多の後任を務めていた。
2015年3月30日放送分から司会を務める岩本は、ニュースキャスター代理として当番組へ出演した経験を持つが、帯番組の司会を務めることはテレビ・ラジオを通じて当番組の平日版が初めてである。その一方で、朝日放送への入社後から長らく従事していたスポーツの担当を、平日版総合司会への起用を機に離脱している。
岩本は、2020年の10月改編（前述）を機に「バトンリレーシステム」（2部構成番組内の第1部と第2部で出演者を入れ替えるシステム）を初めて導入してからも、第2部で引き続き司会を担当。川添は、当番組の放送開始42年目で初めての女性レギュラー司会者として、第1部にのみ出演していた。さらに、改編前まで7時台の前半に放送されていたコーナー（「人気mono サキヨミEnter!」→「アナの目ピックアップ」）のキャスター経験者から、小西陸斗を第1部、澤田有也佳を第2部のアシスタントに起用した。
もっとも、川添はMCへの就任後に体調を崩したため、2020年12月7日（月曜日）放送分から休養。自宅療養によって体調は回復したものの、出演の再開に至らないまま、自身の希望によって2021年1月31日付で朝日放送テレビを退社した。退社後は、2021年の初回放送（1月4日）から第1部のMCを代行している小西が、2月1日（月曜日）放送分からMCへ正式に就任している。
2021年4月5日（月曜日）からは、4日前（4月1日）に朝日放送テレビへ入社したばかりの鷲尾千尋を、第1部のアシスタントに抜擢。第1部のMCを引き続き担当する小西と揃って第2部のコーナーの一部にも出演するほか、第2部の最後（7:50頃）を除く時間帯の天気予報を正木と共に担当している。朝日放送テレビに新卒扱いで採用されたアナウンサーが、入社の直後（新人研修の期間中）から同局制作の番組にレギュラーで出演する事例は、朝日放送時代を含めても初めてである
。
2022年9月26日（月曜日）には、澤田が当番組のMCを始めた2021年頃から顎口腔ジストニアを発症していることを初めて公表。9月30日（金曜日）放送分を最後に出演を休止したうえで、翌10月から「長期休養」扱いでジストニアの治療に専念することも明らかにした。澤田の出演休止は「降板」ではなく「休演」として扱われているが、10月3日（月曜日）以降の平日版では、本来は第1部のMCである小西が澤田の代役を担当。第1部では、当時アシスタントだった鷲尾がMCを代行したほか、当時のサブアナウンサーだった北條瑛祐・大野雄一郎・平野康太郎が第1部にも出演していた。また、2022年入社のアナウンサー・福戸あやが、第2部のアシスタントを澤田から継承。前年（2021年4月）から第1部のアシスタントを担当している鷲尾に続いて、新卒扱いで入社したばかりの女性アナウンサーがアシスタントをレギュラーで務めることになった。なお、澤田は2023年4月3日（月曜日）放送分から復帰。鷲尾・福戸も担当の曜日・時間帯を変えながら続投していたが、鷲尾は同年8月30日（水曜日）放送分をもってアシスタントを卒業した後に、2024年4月から土曜版のリポーターを務めている。
2024年には、澤田がパリオリンピックの取材で7月24日（月曜日）から8月2日（金曜日）まで開催地（パリ）へ派遣されたことに伴って、4月に朝日放送テレビへ入社したばかりの大石紗椰（東京都出身のアナウンサー）を澤田の代役に抜擢。8月26日（月曜日）からは、アシスタント（火曜日担当）兼サブアナウンサー（月・水・木曜日担当）としてレギュラー陣に加わった。これを機に、MCと他のアシスタントの配置も変更。2023年（入社1年目）の10月から出演している小櫃裕太郎が、第1部のMC（月・水・金曜日担当）とサブアナウンサー（火曜日担当）を兼ねるようになった。なお、澤田は月・火・木曜日の第2部でアシスタントを続けつつ、金曜日に第2部のMCを担当。小西は、第1部MCの担当曜日を火・木曜日に縮小する一方で、水・金曜日に第2部のアシスタントを任されている。さらに、岩本は第2部MCの担当曜日を月 - 木曜日、福戸は第1部アシスタントとしての担当曜日を月・水・木・金曜日に変更。このように、「6人のアナウンサー（岩本・澤田・小西・福戸・小櫃・大石）が、担当の曜日・時間帯や役割を変えながら週に4日ずつ出演する」という体制へ移行している。

#### 土曜版
初代の男性司会者（総合司会）は林伸一郎。以降は、高塚徹彦、三代澤康司、岡元昇、芦沢誠、柴田博、高野純一、上田剛彦を経て、2018年4月から北村真平が総合司会を引き継いでいる。
2010年3月27日までは高野と武田和歌子、同年4月3日からは上田と八塚彩美（当時は朝日放送のアナウンサー） が8年間にわたって、共同で司会を務めてきた。2018年の4月改編からは、金曜日のコーナーキャスターで土曜版へのレギュラー出演も経験している北村が上田の後任を務めているほか、改編前まで『おはようコールABC』のメインキャスターの1人だった斎藤真美が司会に加わった。2024年10月26日をもって斎藤が産休のため降板し、翌週からは平日版5時台でアシスタントを務めたこともある鷲尾千尋が新たに司会に就任。

#### 祝日版
第1部・第2部とも、放送時点での平日版・土曜版のレギュラーアナウンサー陣で司会を分担。第1部では、月曜日の場合に北條瑛祐（祝日以外の月曜日にも「スポーツキャスター&サブアナウンサー」として出演しているスポーツアナウンサー）、月曜以外の平日の場合に福井治人（土曜版の「ニュース&スポーツキャスター」）が司会を務める。その一方で、第2部では土曜版と同じく、北村と斎藤が司会を担当。こどもの日翌日の振替休日（2024年及び2025年の5月6日）は、平日版の出演者及び、タイムテーブルの編成となる。

#### 備考
アシスタントや取材リポーターには、朝日放送→朝日放送テレビのアナウンサーに加えて、関西地方の女子大学生・タレント・フリーアナウンサーを代々起用している。
特に、グルメ情報などを紹介する「関西トレンド倶楽部」（平日版、現在の「トレンドエクスプレス」）のリポーターからは、多数の女性タレントを輩出（安田美沙子など）。橋詰優子（朝日放送）、林マオ（現・読売テレビ）、鳥居睦子（元・静岡放送）、福盛英恵（元・フジテレビ、出演当時は「福元英恵」）のように、出演後にアナウンサーとして放送局へ採用された学生も多い。土曜版では、オセロが東京へ進出する前にレギュラーで出演していた。また、平日版のアシスタント経験者のうち、角田華子は当番組からの卒業後に全国ネットの裏番組でお天気キャスター、江崎友基子は『NHK BSニュース』でキャスターを一時担当していた。土曜版では、黒木瞳・北原遥子（いずれも宝塚歌劇団時代）や、平日版の後座番組『スーパーモーニング』→『モーニングバード!』のメインキャスターを務めていた赤江珠緒（出演当時は朝日放送アナウンサー）もサブキャスターを務めている。
朝日放送（2018年度以降は朝日放送テレビ）がアナウンサーを採用した年には、2021年入社の鷲尾（新人研修開始前の4月5日から平日版のアシスタントに抜擢）を除いて、新人アナウンサーが研修期間を終えた直後（6月下旬 - 7月上旬）に本番組と『おはようパーソナリティ』（朝日放送ラジオの生ワイド番組）シリーズへ自己紹介を兼ねて出演することが恒例になっている。朝日放送テレビ（朝日放送からテレビ放送・アナウンス管理などの部門を承継した会社）の1期生として2018年度に採用された佐藤修平は、（朝日放送時代を含めて）当番組開始初年度（1979年度）以降に入社したアナウンサーでは初めて、研修期間の終了と同時にコーナーレギュラーへ起用された。
このほか、近年は年末に住之江競艇場でグランプリが開催されると坂上忍がグランプリにゲストとして招かれることがあるため、住之江競艇場でのグランプリ開催における決勝戦が日曜日の場合、翌日の月曜日の放送で坂上がスペシャルゲストとして登場する。
毎年2月上旬のプリキュアシリーズの新シリーズ初回放送前日にあたる本番組の土曜版では同シリーズの主人公がスペシャルゲストとして登場する。

## 番組の歴史

### 黎明期・大阪タワースカイスタジオ時代
朝日放送では開局以来、東京放送（TBS、現・TBSテレビ）とネットワークを組んでいた。特に、『ヤング720』を放送していた時期には、朝日放送が土曜版の制作を担当し、道上洋三や玉井孝などのアナウンサー（いずれも当時）は、早朝のネット番組の司会を機に、全国区の知名度を得ていた。その後『モーニングジャンボ』（『JNNニュースショー』『おはよう地球さん』『奥さま8時半です』）と『“スポーツバラエティ”土曜デポルテ』へと切り替わり土曜版の制作からは撤退するも、道上や玉井が『モーニングジャンボ』に出演を継続し、比較的共同制作に近い形態を維持していた。
しかし、「腸捻転解消」と呼ばれた1975年（昭和50年）3月31日のネットチェンジを境に、様相が一転。朝の時間を再放送で埋めていたテレビ朝日（当時NETテレビ）がキー局になったため、朝日放送では、平日朝の時間帯から生放送番組が消えてしまう。
その結果、朝6時台から9時台は子供向けのアニメ・特撮番組の再放送が軒を並べるようになった。一方、他局には朝の情報番組を編成している局もあり、惨状を見かねた朝日放送編成部の「朝を何とかしよう」という悲願と報道局の努力により『おはよう朝日です』が立ち上げられた。
当番組の初代プロデューサー・十日市啓志は、「ラジオ番組のテレビ化」を念頭に、朝日放送ラジオの『ABCヤングリクエスト』（深夜番組）や『おしゃべり横丁ABC〜花と龍介60分〜』（平日夕方の帯番組）で活躍していた乾龍介（当時アナウンサー）を司会者に抜擢。当時のキャッチフレーズは"明るく・元気に・さわやかに"。エレクトーンによる時間告知などの工夫を施すことによって、通勤・通学の準備で慌ただしい関西の視聴者が、音声だけでも番組を楽しんでもらえる展開を生み出した。また、通勤・通学の視聴者に向けて挨拶する独特な演出が取り入れられ、現在も続いており、最初のCM前に行われる挨拶「お忘れ物はありませんね? 今日も元気で行ってらっしゃい!」も基本的に変わっていない。
放送開始当初は、当時の朝日放送本社社屋（大阪市北区大淀南、以下「ABCセンター」）の南隣にあった大阪タワーの展望室2階（地上102m）を転用した「スカイスタジオ」から放送していた（ただし、サブ〈副調整室〉はCサブを使用）。ガラス張りの狭い展望台で、四方から光が入ってくるため、逆光によって出演者の顔が真っ黒に映る可能性もあった。そのため、スタジオの東南部に暗幕を張るなど、さまざまな工夫を施した。また、画面上に朝の爽やかさを出すため、出演者の後ろのガラスに遮光シートを貼り付け、照明にもフィルターなどを当てていた。そのため外の景色やスタジオ内が明け方の景色のように薄暗くなっていた。
また、平日版の開始を機に、大阪市内や、近畿各地の独立局の協力を仰ぐ形で京都・神戸に生中継カメラを設置。無人のリモートコントロール（リモコン操作）カメラを使う現在と違って、当初は技術や予算の関係上、京都・神戸のカメラでは有人操作システムを採用した。そこで平日版では、リモコン操作では出せないカメラの動きを逆手に取った企画を続々と実施。カメラの映る範囲にある公衆電話に視聴者がやってきて、スタジオの出演者と会話をするなど、今までのテレビとは違った方向性の企画が放送された。
放送当初の正式タイトルは『ABC SKY STUDIO おはよう朝日です』であったが、台風が上陸している場合や、台風の接近が見込まれる場合には、ABCセンターのCスタジオから放送していた。当時、地上の社屋とスカイスタジオを行き来するには、大阪タワーのエレベーターを利用する必要があったことによる。このエレベーターには安全装置（最大瞬間風速が15m以上に達した場合に自動で停止させる装置）が付けられていたため、大阪タワーでエレベーターの操作や安全装置の解除が可能な職員が出勤する前に、当番組の出演者が安全装置の作動によってエレベーター内に閉じ込められることがあった。朝日放送のアナウンサーとして『おはようコール』（当時はスカイスタジオからの生放送）と当番組（当時はCスタジオからの生放送）のニュースキャスターを兼務していた阿部成寿は、スカイスタジオからCスタジオへの移動でエレベーターを使用中に安全装置が作動したため、当番組のニュースコーナーへ出演できないまま2時間にわたって閉じ込められている。
平日版の開始当初は、「スポーツ&悠」「山田浩のニューズアイ」「おはようさん」「ただいま通勤中」「望遠鏡クイズ」「話のバスケット」などのコーナーで構成。ヘリコプターによる交通情報や、「突撃!バーゲンダー」も放送していた。1982年1月から始まった土曜版では、初代司会者の林がさまざまなスポーツに挑戦するロケ企画「チャレンジ!スポーツ」や、平日版以上のレジャー色の濃いコーナー（「旅のレポート」「味のレポート」「スクリーン&ステージ」）を放送している。
国鉄（当時）がダイヤ改正を実施した1986年11月1日の放送（土曜版）では、全線電化が実現した福知山線（JR宝塚線）を、当時のキャスト陣（平日版も含めて）総出で中継したことがある。当日午前7時15分の時点では大阪駅のホームに吹奏楽団がおり、そちらからの生演奏でテーマ曲を流していた。「おき太くん」は、全線電化を機に開業したばかりの西宮名塩駅に行っていた。
この時期には、歌のコーナー（「龍介のヒット情報」→「けさの一曲」）も存在。ほとんどの有名・無名の歌手が、早朝から（放送上）歌を披露した。ただし、朝の生放送である関係で口パクになることが多かった。平日版の第1回放送には、さだまさしがゲスト出演。スカイスタジオの望遠カメラを通じて大阪タワー近くの公園から風船を手に「天までとどけ」を歌った後に、生放送中にスカイスタジオまで移動していた。

### スカイスタジオから地上へ
乾は7年間担当して1986年3月に勇退し、同年4月からはそれまで4年3ヶ月に渡り土曜版を担当していた林伸一郎（当時アナウンサー）が2代目司会を4年間、1990年4月からは、平日に限りそれまでの男性アナウンサーによる司会と、数年単位で交代する若手女性タレントによるアシスタントの2人体制だった司会体制を改め、男性司会は3代目となる岡元昇と宮根誠司（共に当時アナウンサー、宮根は出演期間中に退社しフリーに）のダブル司会体制とし、従来通り女性アシスタント1名を加えた3人体制で司会をすることになった。また天気予報担当として同じ時期に正木明が加入したが、「朝のさわやかな情報番組」という標榜は長らく変わらなかった。このリニューアルの際にスタートした企画の一つが「芸能NOW」である。
しかし、1994年春のリニューアルで宮根が平日版のメイン司会を単独で務めるようになったころから、テーマ曲やタイトルロゴを変更するなど路線を大きく改めている。この時期に歌のコーナーなどを廃止した一方で、トレンド情報コーナー（当時のタイトルは「関西トレンド倶楽部」）や「今朝のクローズアップ」などといったコーナーが開始された他、当時は一般視聴者の子供がおき太くんと一緒におつかいにチャレンジする企画も行われた。このリニューアル当初の2年間は平日版の司会体制は従来の2人体制に戻したが、アシスタントMCが月曜から金曜の通し出演から、曜日別に5人が出演する体制へ変更があった。この体制は1996年4月に元の通し出演に戻されている。平日版のメイン司会だった岡元は、宮根の独り立ちを機に土曜版の司会へ異動したが、こちらは三代澤康司が司会だったスカイスタジオ末期から男性司会・女性アシスタントに加えてお笑いタレントがサブMC的なポジションを担う3人体制が取られ、岡元から芦沢誠に交代するまで続いた（芦沢に交代後は平日版同様の2人体制に統一）。
1994年9月末には、大阪タワーのスカイスタジオからの生放送を終了。新設される前座番組の『おはよう天気です』にスカイスタジオを譲り、翌月からは地上のABCセンター（当初はCスタジオ、のちにBスタジオを使用）からの放送に変更することで、利便性を整えた。「てれほんQ」の大幅なルール変更があったのもこの時期である（ただしスカイスタジオ時代の歌のコーナーや正木明（気象予報士）などが出演する天気予報のみ、ABCセンター敷地内のイベントスペース（ABCポケットパーク）や社屋・ホテルプラザの屋上から放送していた）。しかし、その3か月後（1995年1月17日）に阪神・淡路大震災が発生。発生当日の生放送は地震関連のニュースに全面変更して放送した。スタジオでは余震を感じるたびに、出演者がテーブルの下に潜ったり宮根が被災者に向けて避難を呼び掛けていたが、多くの家屋で甚大な被害があり当番組が視聴できる状態になかったことも大きく、この呼びかけは被災地にほとんど届くことはなかった。
震災翌日からは、被災地の生活情報を重視した内容で放送。宮根も当初は、震災当日の呼び掛けが被災地にほとんど届いていなかったことへの反省から、神妙な表情で生放送に臨んでいた。しかし、1995年4月からは、グルメ、ファッション、芸能など明るい話題を率先して取り上げるようになった。その背景には、関西各地の視聴者から、「宮根さんまで暗い顔して地震情報やっていたらかなわん」との投書が多かったからとされる。
1996年4月からは、当時の川村プロデューサーの発案で、平日版でタレントなどを日替わりコメンテーターに起用。金曜日には、関西ローカルの番組では珍しく、東京から芸能リポーター（井上公造）をレギュラーで招くようになった。井上以外（月 - 木曜のコメンテーター）は司会・アシスタントと並んでMC席に立つスタイルであり、オープニングでも司会者に次いで挨拶するスタイルが浦川時代まで長年続いた。また、それまでスポーツ紙の芸能面の紹介のみにとどまっていた「芸能NOW」の時間を拡大。特に金曜日は、大手芸能プロダクションの圧力やスポンサー等関係先とのトラブルを避けたい放送局側の意向などで東京の番組ではなかなか話せない「芸能界の裏情報」を、井上が暴露することによって人気を博した。この企画が成功し、関西ローカルの番組では「東京では言えない芸能情報」の企画が続出。東京を中心に活動していた芸能リポーターが、定期的に来阪するようになる。当時は、スポーツコーナーや「芸能NOW」、「てれほんQ」を応接間風のセットから放送していた。
もっとも、1996年10月には後続番組『スーパーモーニング』のフルネット化の影響で放送時間の短縮を余儀なくされる。この時期には、在阪民放他局で放送していた全国ネット番組の攻勢もあって、視聴率が5 - 6%程度にまで低迷していた。この流れを一変させたのは、1997年に朝日放送の編成部から異動してきた久保田晃チーフプロデューサー（当時）である。
久保田はまず、当番組のスタッフに対して、「視聴者と視聴者センターの応答記録をしっかり見ておくように」と指示。スカイスタジオから移転後の当番組に、ライブ感がなくなっていることに危機意識を持ちながら、1997年4月から平日版の構成やセットを大幅に変えた。スタジオ中央のプロジェクターで屋外の映像を流したり、「スポーツ&スポーツ」の時間を7時前後（最初のCM明け）にまで繰り上げたり、他局のネット番組がスポーツニュースを放送する時間帯（7:30前後）に「芸能NOW」を入れたりするようになったのはこの影響である。
なお宮根は、2000年に番組本として出版したムック『おはよう朝日です。雑誌です』において、「自腹を切ってでも、番組で紹介する店（レストランなど）を探す」とコメント。『「おはよう朝日です」の本』では、当番組を「もはや関西の文化遺産」と言い切ったうえで、「自分は視聴者から番組を預かっている管理人みたいなもの」と語っている。なお、宮根はこの後も、当番組を何度も「もはや関西の文化遺産」と形容している。
また2004年頃から音声モードが長年のモノラルからステレオに変更。同時期からは既に行われていた時刻表示のカスタムテロップに秒数ごとに「分」の青色が下から上に向かってエメラルドグリーンに変わる砂時計のような仕掛けを導入。このギミックは『おはようコール』でも使用されたほか、「色変更」ではなく「塗りつぶされるように」変わる点は違うが砂時計のように色が塗りつぶされていくギミックはのちに本番組制作局の朝日放送テレビとテレビ朝日・メ〜テレとの共同制作番組『サンデーLIVE!!』では開始から1年間のみ、後述のエレクトーンによるタイムコールともども導入されたほか、同じテレビ朝日の『グッド!モーニング』や『羽鳥慎一モーニングショー』でも導入され、2020年10月からはさらに「座布団」が追加され、カスタムに切り替わる際に後述する朝おき太の頭部のイメージ（頭と耳）が回転して朝日をイメージしたイラストに切り替わる。
現在では、トレンド情報コーナーや「けさのクローズアップ」など、番組の核を為す企画が10年を超えるようになった。それでも、「関西に暮らす人々を、朝、元気に送り出す」というコンセプトは、平日版の開始当初から変わっていない。

### 社屋移転後
2008年6月23日に大阪市福島区へ社屋を移転してからは、本社内のCスタジオから生放送。6時台の天気予報は、本社社屋10階の空中庭園（ABCスカイテラス）から伝えている。
当番組では「公式書籍」として、過去に3冊のムックを刊行。2009年11月27日には、番組放送30周年記念本『「おはよう朝日です」の本』が、京阪神エルマガジン社から関西圏を中心に発売された。また、同年12月1日から2010年1月30日まで、本番組とPascoのコラボレーション企画による放送30周年記念商品（食パンと2種類のクリームパン）、同年2月1日からは、木曜日コメンテーターの板東英二が大好きな「ゆで卵」を使った「たまごぱん」（たまごサラダ入りのパン）が関西地区限定で販売された。
平日版は2010年3月26日に、20年にわたって司会を担ってきた宮根誠司が当番組を卒業し、同年3月29日に4代目となる浦川泰幸に交代するなどの番組リニューアルがなされた。リニューアルに伴い、これまでの中之島情報カメラの映像とテーマ曲をバックに展開するオープニングタイトルが一時廃止され、直前に放送している『おはようコールABC』のスタジオから、6時45分ちょうどにそのまま当番組のスタジオからの映像に切り替わる流れに変更されたが、後にオープニングタイトルが復活した。また、ジングルやコーナーBGMを除く、エレクトーンによる楽曲演奏が「みんなの天気」内で復活している。同時に平日版の地上デジタル放送では、お天気コーナー内で双方向による電子投票（後述）を実施。これを機に、番組連動データ放送を開始した。また、2012年1月から、毎週金曜日のみ終了時間を繰り下げたうえで次枠番組『モーニングバード!』（テレビ朝日制作）にステブレレスで接続。2012年10月以降は、月 - 木曜日でも同様の措置を講じている。
2012年7月18日の放送（土曜版）で、平日版・土曜版通じての放送回数が1万回に到達。同年11月10日（土曜日）には、1万回記念の特別番組『おはよう朝日 1万回です』を14:00 - 16:25に放送した（
後述）。2013年の「今日も1日元気になろーソン おは朝みんなのこだわりプロジェクト」（前述）では、番組のキャラクターにちなんだ「おき太くんチーム」（浦川、正木、金曜コメンテーターの井上が参加）と「めざめちゃんチーム」（喜多、赤﨑、水曜コメンテーターの石田が参加）が、近畿地区のローソンで発売する期間限定食品のプロデュースやキャンペーンに携わった。
2013年4月1日の放送からは、朝日放送本社社屋の移転後初めてスタジオセットを一新。出演者の一部を入れ替えるとともに、6時台および7時台前半のコーナー企画・構成を大きく変えていた。また、同年11月12日から25日までは、近畿地区のローソンとの共同企画として「今日も1日元気になろーソン おは朝みんなのこだわりプロジェクト」を展開。平日版のレギュラー代表を2チームに分けたうえで、各チーム5種類・全10種類のプロデュース食品を発売している。
2015年3月30日には浦川から5代目司会の岩本計介へ交代。同年夏には、ラッキィ池田振付による「おは朝音頭」を制作、岩本、喜多らが「おは朝盆踊り部」を結成し、8月28日の「中之島なつまつり」に参加した。
平日版の放送開始40周年に当たる2019年には、「挑戦」をテーマに据えた特別企画を、1年間にわたって実施。8月下旬からは、岩本・正木・4名のスタッフが、4泊5日でキリマンジャロへの登頂に挑戦した。その結果、岩本は山頂のウルフピーク（標高5,895メートル）、正木はギルマンズポイント（標高5,685メートル）への登頂に成功。帰国後の9月9日（月曜日） - 12日（木曜日）には、その模様を当番組で放送した。

### 2020年のリニューアル
2020年10月2日には『おはようコールABC』が放送終了となり、その後継番組に 放送時間拡大という形で当番組を大幅リニューアルさせた。このリニューアルまでに数ヶ月間かけて “おは朝巨大化計画”と題し、リニューアルに伴う、新ロゴ・新テーマ曲・新番組キャラクターをさまざまな視聴者からの募集、投票形式で次々と決定。同年10月5日から、新セット、新テーマ曲、新ロゴ、新出演者体制で放送されている。
2020年10月のリニューアル以前は、ニュース・事件報道に割く時間は非常に少なく旧来の生活情報中心の番組構成を貫いたため、ニュースや新聞などの硬派な面を『おはようコールABC』に任せていたことから、色分けの観点でエンタメ・スポーツ・関西のトレンドなどの情報を中心に扱ってきたが、リニューアル以後は 『おはようコールABC』要素も取り入れ、前半後半ともにニュースを多く扱うようになった（そのためリニューアル前のニュースコーナーは事実上「ニュースヘッドライン」のコーナーのみとなっていた）。また、2020年まで『おはようコールABC』内で行われていた、毎年1月17日が平日に当たる場合の5時46分前後に放送される阪神・淡路大震災犠牲者追悼式典の生中継が、2022年から当番組内に組み込まれるようになった。

## キャラクター
キャラクターとして、うさぎの着ぐるみ「おき太くん（朝 おき太）」「めざめちゃん（朝 めざめ）」が登場する。
「おき太くん」は、当時中継に使用していたヘリコプターのステッカーに描かれたイラスト（ヘリから顔を出すウサギ）を基に、1982年1月の放送から登場。ステッカーのウサギの耳がヘリの羽根を表していた名残で、着ぐるみでも耳が横を向いている。
「めざめちゃん」は、「おき太くん」の妹として1996年4月に登場した。登場した第1週は、「おき太くん」と「めざめちゃん」両方が登場。しかし普段は、「おき太くん」が週4、「めざめちゃん」、「ネムりん」がそれぞれ週1で登場する。
「ネムりん」は、おは朝巨大化計画で登場したキャラクターで、2020年10月13日にお披露目された。カメをモチーフにしており、後ろを向くと背中に甲羅が着いているのが分かる。2021年1月から「おき太ランド」にも追加されている。
番組内では、「おき太くん」「めざめちゃん」「ネムりん」とも、番組開始直後の天気予報やエレクトーンのジングルで登場。3人ともまぶたが動かせる仕様のため、まばたきをすることができる。また、「おき太くん」については、耳も動かせる。以前は、お辞儀をする際に、他の共演者にぶつからないように水平の耳を垂直に立てていた。
さらに2020年10月からはオープニングアニメーションにも登場する。おき太とめざめが起きた後、ネムりんをゆするが、「平日版」では起きて3人で画面手前に向かってくるのに対し、「祝日版」「土曜版」では起きずに2人だけで向かってくる点が異なる。
関西地方では、在阪スポーツ紙の芸能面で記事が掲載されるほど、「おき太くん」の遅刻癖が広く知られている。番組公式サイトのプロフィール欄に、「寝ぼうしないようにがんばります」とあることから、遅刻癖について自覚があることもうかがわせる。乾龍介が平日版の司会を務めていた時期に、温泉からの生中継で温泉に浸かったまま立ち上がれなくなったことから、一時は「おき太くんが溺れた」との噂も流れた。
このように関西地方での知名度が高い「おき太くん」は、番組の枠を超える形で、年々活動の範囲を広げている。一時は、バイク王のCM（朝日放送から関西ローカル限定で放送）にも出演。朝日放送の公式イメージキャラクター「キュキュ」に代わって、同局の代表でイベントなどに登場することもある。2013年6月30日（日曜日）の阪神タイガース対広島東洋カープ戦（阪神甲子園球場）では、「ファンみんなで虎バン主義。」（浦川・喜多を含む朝日放送テレビ・ラジオの主な番組レギュラーがファンと一緒に阪神戦を球場で観戦する企画）の一環で始球式に登場すると、ワンバウンド投球を披露した。
また、2006年2月26日になみはやドームで行われた大阪プロレスの「大阪名物 - 大阪名物世界一決定戦8WAYマッチ」に「おき太くん」が参戦。プロレス初挑戦にもかかわらず、ポリスメ〜ンとの対決をエビ固めで制した結果、「第9代目大阪名物世界一」に輝いた。同年5月28日には大阪・フェスティバルゲート内デルフィンアリーナにおいて「大阪名物世界一選手権試合4WAYマッチ」を行い、ベルトの防衛を果たしている。その後も2回防衛を続けたが、3回目の防衛戦で耳が折れたため、王座に就いたままプロレスから引退した。
さらに、2006年11月1日の早朝には、生放送の特別番組『おはよう赤井です』（朝日放送、4:25 - 4:35）へ赤井英和（プロボクサー時代の1982年6月にも土曜版の『チャレンジ!スポーツ』に出演）や谷川知未（当時のエレクトーン奏者）と一緒に出演。オープニングで、赤井の後頭部に耳が当たったため、赤井から怒りを買った。なお「おき太くん」は、同番組の放送終了後に、赤井に連れられて木津卸売市場（大阪市浪速区）での飲み会に参加。その後で、番組の生放送にも登場したため、いつもより2時間程長く朝日放送の番組へ顔を出した。
もっとも、関西以外の地方出身の芸能人が関西ローカルの番組に出演する際に「おき太くん」の存在を不思議がることもある。例えばふかわりょうは、ゲストで出演した『たかじん胸いっぱい』で「おき太くん」を取り上げた際に、「知らない」「意味があるのか」といった主旨のコメントを残している。

## 放送スケジュール
おは朝タイムテーブル

### 平日・祝日版
時刻・お天気の内、青字は平日のみ、赤字は祝日のみ、他は平日・祝日共通。
- 5:00 オープニング
- 5:01 正木佐藤さんのお天気
- 5:085:07 朝トレ
- 5:29 スポーツ
- 5:395:40 正木佐藤さんのお天気
- 5:43 芸能NOW
- 5:50 全国ニュース
「グッド!モーニング」による全国のニュースのため中断。
- 5:59 後半オープニング
- 6:006:02 正木佐藤さんのお天気
- 6:05 朝トレ
- 6:246:27  スポーツ
- 6:316:38 芸能NOW
- 6:416:34 正木佐藤さんのお天気
- 6:49 朝トレ
ニュースの後に「#朝トレキーワード」があり、Xで20文字以内に最後に#朝トレキーワードとつける。できる限り全てのコメントがテレビの下側に表示されている。(ただし全ての意見が紹介されるとは限らない｡)
- 6:51 ダイジェストニュース
- 6:56 みてみてニュース
- 7:07 スタジオ特集
- 7:117:02 正木佐藤さんのお天気
- 7:187:19 エンスポランキング
- 7:31 おきたらんど
直前のエレクトーンジングルは、この後に続く星占いランキングコーナーの関係で、アート引越センター用の演奏になる。
リモコンの4色ボタンで回答、正解すると10ポイント進呈。2021年2月からは不正解でも3ポイント進呈。50ポイント消費すればB賞、100ポイント消費すればA賞の応募受付番号が閲覧可能になり、携帯電話・スマホで応募する。ポイントは月が替わるとリセットされる。
- 7:337:34 アート引越センター星占いランキング
巨大化前から継承したコーナー。
星占いランキングを、11位から2位まで、12位、1位の順に発表する。12位と1位については、該当する当日の出演者（おき太くん、めざめちゃん、ネムりんも含む）も告げられる。
おは朝の占いは3時間巨大化まで長らくの間、12位の発表時は「残念！12位は○○座です。」と言っていたが、3時間巨大化からは「ごめんなさい！12位は○○座です。」と、残念がごめんなさいに変わり、他の番組と同じような占いになった。
- 7:35 けさのクローズアップ
巨大化前から継承のトレンドコーナー。
- 7:46 トレンドデリバリー
- 7:47 朝トレ750
- 7:527:55 正木佐藤さんのお天気
速報のニュースが入ってくると、このコーナーは省略される。
- 7:59 第2部（番組）エンディング
祝日は土曜日と同様に「恋さんのオーマイガットニュース」で番組を締める。
- 8:00 終了。『羽鳥慎一モーニングショー』へ接続。

### 土曜版
- 6:30 オープニング
- 6:37 佐藤さんのお天気
オープニングタイトルを出した後に、CM（3分間）をはさんで、北村・鷲尾・シャンプーハットが挨拶。ひとしきりフリートークを展開した後に、佐藤が当日の気象概況を解説する。
2020年9月まで当パートのみ、朝日放送本社内のスカイテラスから放送。同年10月からは平日版同様スタジオから届けている。北村は、「これからお仕事の皆さんも、レジャーでお出掛けの皆さんも、お休みの皆さんも、素敵な週末を過ごせるように今日も8時までお届けします」（前述）という挨拶でコーナーを締めくくると、小椋のエレクトーンジングル（平日版と曲は異なる）の後にCMに入る。2010年10月から2011年3月までは、上田・八塚・辻本がスカイテラスで新聞からのニュース（話題）を1本紹介してから、オープニングタイトルをはさんで、吉田の気象解説に繋いでいた。その日の番組の内容を紹介していたこともある。また、2011年4月から9月24日までは、「けさトピッ!」というタイトルで新聞からのニュース（話題）を紹介していた。
気象解説ではかつて「洗濯指数」を伝えていたが、2008年3月から手書きによる「洗濯情報」を表記するようになった。さらに現在は「洗濯情報」を吉田が持つ棒の先に表示されたCGのシャツに描かれた表情とシャツの色でその状態を表している。
2011年10月1日からは、当パート後のCM明けに、スタジオからレギュラー出演者（村上隆行・ミサイルマン→桜 稲垣早希・河島あみる→週替わりコメンテーター→放送日の担当リポーター・佐々木博之→駒井千佳子）を紹介。2012年7月14日からの一時期は、上田が出演者を紹介する前に、週替わりで出演するPatchのメンバーが当日のラインナップを紹介していたが、北村が出演者紹介時にラインナップも紹介するようになった。
- 6:45 スポーツ&スポーツ
阪神タイガースおよびオリックス・バファローズの試合結果・情報を中心に、スポーツの結果・話題を紹介。平日版と異なり、福井が進行を務める。近鉄バファローズなどで外野手として活躍した村上隆行が長年担当していたが、2019年2月からは福本豊が担当。
- 6:55 ドどんと!サタやデー（芸能フラッシュ）
- 7:01 朝から!みてみて（ニュース）
- 7:15 佐藤さんのお天気
- 7:21 ドどんと!エンタメ
- 7:30 土日どーする?
行楽スポットにレギュラー陣やリポーターが出かけるロケコーナー。2007年3月までは「ウキウキ関西旅に出よっ」というコーナー名であったが、現行コーナー名に改題されて以降はロケ先の対象が全国規模に拡大している。露の団姫がリポートを担当した時は、VTRの最後でロケに関する謎かけや一句を読む締めくくりとなっていた。
2018年4月からは北村がリポーターを務める「どーする北村!?シンペーなひとり旅」も放送。同企画のナレーションは小椋が担当。
- 7:43 ニュース&スポーツ
- 7:50 週末の星占い
週末の運勢をおき太くんとエースコックのキャラクター・こぶたが登場する土曜版独自のCGを使い、ランキング形式で紹介。平日版同様、星占いの監修・執筆は、2010年3月27日まではクリスタル・コスモス、2010年4月3日からは山田ありすが担当。
2010年4月から9月までは、平日版と同じ「ライオンちゃんの星占い」として紹介されていた。2012年9月までは6時台に「お天気と週末の星占い」としてお天気情報の後に放送していた。2012年10月から2015年9月まではおき太くんとデビちゃん（2頭身の悪魔のキャラクター）が登場する土曜版独自のCGを使っていた。
- 7:55 佐藤さんのお天気
- 7:59 恋さんのオーマイガットニュース
2012年6月2日から「おは土 情報アップデート」内で開始したが、2013年に入ってからはエンディングで、恋さんが気になったニュースを紹介する。コーナータイトルは、恋さんのギャグ「オーマイガット!トゥギャザー」に由来する。
- 8:00 終了。『朝だ!生です旅サラダ』へ接続。[注 38]

### 過去の主なレギュラーコーナー
突撃!バーゲンダー（平日版）
平日版の第1回から初期にかけて放送された名物コーナーで、タイトルの“バーゲンダー”とは、生放送中にバーゲン（値切り）へ挑むリポーターを指す。
法被にねじりはちまき姿の“バーゲンダー”（出演時点で若手の落語家またはタレント）が、大きなそろばんを携えながら近畿各地の商店街へ出没。目に付いた商品を視聴者のために期間限定で安く売ってもらえるように、放送時間中に店主と交渉する。エンディング付近で放送されていた関係で、放送終了までに少しでも多くの商品を値切らせるべく“バーゲンダー”が駆け足で移動する姿や、そろばんを使った“バーゲンダー”と店主による丁々発止のやり取りが特徴。
歴代のバーゲンダーは、桂南光（出演当時の芸名は"桂べかこ"）、ミス花子、タージン、桂楽珍、桂む雀、大阪キッズなど。『おはよう朝日 1万回です』では、タージンが22年振りにバーゲンダーに扮して、「復活 突撃!バーゲンダー」を放送した（後述）。これを機に、2013年2月13日からは、事前収録による不定期企画としてタージンによる「突撃!バーゲンダー」を「けさのクローズアップ」内で放送している。
望遠鏡クイズ（平日版）
初期に放送された視聴者参加の電話クイズコーナー。お天気カメラに映し出された映像や写真の正体を当てるクイズで、正解者には1万円が贈られた（後におき太くんがしがみついているロケットに見立てた大阪タワーや前述したヘリコプターに乗ったおき太くんなどが描かれた番組特製のスポーツタオルを賞金とともにプレゼント）。また、視聴者から寄せられた手製の望遠鏡を使って、エレクトーン奏者がタイトルコールを行っていた時期もあった。
テレホンQ（平日版→平日版および土曜版→土曜版）
2011年3月まで長年にわたって続けられた名物企画で、視聴者が賞品及び賞金が当たるパネルめくりゲームに挑戦。ハガキでエントリー（1か月ごとに入れ替える）した中から抽選で選ばれた人に電話をかけて、5回コール以内で本人が出たら挑戦できる。ただし挑戦者本人が不在の場合は電話に出た家族が代わりに挑戦することもある。コーナー中の効果音やファンファーレは全てエレクトーンによる生演奏（デビルを除く）で、電話を切るときの音はスカイスタジオの時代にも歌のコーナーなどでのゲスト登場時に、ファンファーレも視聴者プレゼントの当選者発表などで長らく使われていた。
コーナーの最初で合言葉が発表され、電話に出た時点で言えた場合は10万円、言えなかった場合は5万円に挑戦となる。ただ、最近ではあらかじめ決められたものとは別に、辻本茂雄が異なる合言葉を発表しており、どちらの合言葉を言っても構わないことになっている。ただし合言葉が言えたかどうかの判定は、上田の裁量によるためか、2010年4月以降は若干緩くなっている。
「お」「は」「朝」「土」「曜」「日」の6枚から選んでめくっていき、出た金額を積み立てていく。
2010年4月からのパネルの内容は、1000円（佐々木博之）、2000円（村上隆行&めざめちゃん）、3000円（伊藤加奈子&おき太くん）、5000円（八塚）、10000円（上田）、「デビル」（悪魔姿のミサイルマン）が各1枚。合言葉が言えた場合は1000円のパネルの代わりに、「ラッキー」（天使姿の辻本茂雄）のパネルが加わる。途中でストップをかければめくったパネルの分の賞金をもらえる。
「デビル」をめくってしまうとゲームオーバーで賞金はすべて没収となり、記念賞として番組オリジナルグッズ（タオルとトートバッグ）がめくったパネルの枚数分贈られる。ただし1枚目でデビちゃんを引いた場合は「一発デビちゃん」として特別に商品がもらえる。逆に「ラッキー」をめくると獲得賞金が2倍になる（10万円に挑戦の場合のみ）。
「デビル」以外の5枚を全部めくればパーフェクト賞として賞金が10万円（または5万円）になる。
1990年代後半から2009年3月までは、まず挑戦者に電話をかける前に日替わりの合言葉を提示し、それを見て電話口で言えば挑戦する権利を得られる（提示したタイミングで合言葉を見てないなどの理由で言えなくても、司会者の裁量で挑戦させる事も多かった）システムで、その後に司会者が「〇〇市からてれほん」と言って挑戦者に「Q!」と言わせて開始となる。パネルは「お」「は」「よ」「う」「朝」「日」「で」「す」「!」の9枚から選んでめくっていき、出た金額を積み立てていく形式だった。このルールになった当初は「デビちゃん」ではなく「ドクロ」だった（金額没収などのルールは同じ）。パネルの内容は1000円が4枚、5000円が2枚、1万円が1枚、「ラッキー」が1枚、「ドクロ」→「デビちゃん」が1枚。
さらにそれ以前のスカイスタジオ時代はひらがな4文字で、6名のパネルには出演者の似顔絵が登場。ちなみにピエロパネルでは、林伸一郎時代は宮根が、岡元昇時代では竹井輝彦が現れる光景に。ルールは基本的に賞金1万円からのスタートで、日替わりの合言葉1文字をヒントに、その日の放送内容などに関する隠された3文字を当てて4文字のキーワードを作るというものだが、電話口に出た挑戦者が誤答（例として1992年3月30日放送分の「新人」を「新鮮」などが挙げられる）するか、5回程度のコールで挑戦者が電話口に出られなかった場合は、当日の賞金を翌日に持ち越して上乗せするというものであった（いわゆるキャリーオーバーで、当日1万円で失敗した場合は、翌日の賞金が2万円となる）。しかし当日の挑戦者が正解すれば、翌日の賞金は再度1万円からのスタートに戻された。なお、賞金と合わせてスポーツタオルもプレゼントしていた。
かつては平日版でも放送されていたが、10万円を引き当てられるケースが続出。関西ローカルの生放送で予算が厳しいこともあって、好評のうちに「あなたの記念日ハウマッチ」（後述）に引き継ぐ形で2002年3月29日の放送をもって終了した。土曜版でも東日本大震災以降はコーナーを休止していたが、その後の番組構成の変更に伴い、自然消滅的に終了している。
この他、週末の星占いの文字情報が画面下部に表示される。これは「週末の星占い」とは異なり、おひつじ座から順番に発表される。運勢は良い順から「◎（第1位）」「○」「△」「×」が表示され、最下位の星座の時には左側に「デビちゃん」も表示される。
2012年11月10日放送の『おはよう朝日1万回です』で、事前収録のロケ企画「出張!てれほんQ」として当企画が復活した（後述）。この企画で使われたボードには、喜多をかたどった「デビルゆかり」や、八塚をモチーフにした「エンジェル」が描かれていた。
ファジィ論理の研究者・間渕重昭は、大阪学院大学教授時代の1995年に、平日版「てれほんQ」の結果を分析。その結果から、攻略法に関する学術論文を執筆した。
平日版の放送開始から40周年に当たる2019年には、40周年記念企画の一環として、9月2日（月曜日）から同月6日（金曜日）までの期間限定で復活。賞金を最大10万円に設定する一方で、 パネルに仕組まれている「ドクロ」を参加者が1回で引き当てた場合には、ダイソン社製の最新掃除機を進呈した。
あなたの記念日ハウマッチ（平日版）
大幸雅弘のプロデューサー就任を機に始まったコーナー。視聴者から自分の「記念日」に関するエピソードを募集し、それを紹介された視聴者（「今日のアニバ《anniversaryから》さん」と呼ばれる）がルーレットに挑戦する。金額の書かれた位置で止まれば賞金（1千円 - 5万円）、「LUCKY」で止まれば旅行（2010年1月現在はペアで上海3日間）が当たる。また曜日コメンテーター、スポーツコーナーキャスター、正木、たむらの名前の箇所で止まった場合は、その出演者がフリップに書いた金額の賞金が贈られるが、出演者の裁量によって稀に5万円以上の賞金が贈られることもあった。賞金が当たればダブルチャンスにも挑戦が可能で、挑戦する人は青い箱とピンクの箱のどちらかを選択する。選んだ箱の中から、宮根を模した天使が現れたら賞金倍増（最高10万円）、宮根を模した悪魔が現れたら賞金没収となり、記念賞として番組オリジナルグッズ（タオルとトートバッグ）が贈られる。ちなみに、朝の出勤時間の生放送ということもあり、アニバさんは圧倒的に女性が多かった（もちろん男性のアニバさんもいた）。
- 2008年4月15日放送分では、当日出演予定の視聴者と連絡が取れなかったため（連絡先は携帯のみで繋がらなかった）、当コーナー開始後初めて「今日のアニバさん」が登場しないまま放送を終えた。宮根の番組卒業に合わせて、2010年3月26日にコーナーを終了。

無知との遭遇（月 - 木曜）
吉本新喜劇の役者によるコントを通じて日本語、英語、カタカナ言葉の意味や正しい漢字、マナーなどを毎日1つずつ解説する。土曜版で3代目の司会を務めた三代澤康司（朝日放送アナウンサー）が、“お茶のミヨ博士”として解説役を務めている。
- 当コーナーは、タイトルやオープニングのアニメなどに、SF映画「未知との遭遇」をほうふつとさせる趣向が見られる。また、コーナーが始まった頃には、「日本語それで大丈夫?」というタイトルで放送されていた。

ときめき芸能クッキング（土曜）
2008年10月から2010年10月まで放送されたコーナー。佐々木博之扮する「ベジ佐々木」が、食材となるその週の芸能ニュース（3項目程度）を紹介しながら、随時解説していく。このコーナーのみ八塚はメガネとエプロンを着用（前司会者の高野はエプロンのみ着用）。2010年7月10日放送までは、食材となるその週の芸能ニュース数項目をフラッシュで紹介しながら短めにコメントをした後、その中から選んだ食材を使った料理を調理する設定で、採り上げた芸能ニュースをさらに解説していた。
なお、2007年4月から2008年9月までは「ときめき芸能学園」のコーナー名で、佐々木博之扮する「ローズ佐々木」が、その週の芸能ニュース数項目に通信簿（査定ポイント）をつけてコメントしていた。このコーナーのみ高野はメガネと緑色のブレザーを着用していた。
NMB48の課外授業→NMB48のティーンズ白書（トレンドエクスプレス火曜）
2011年4月のNMB48レギュラー入りを機に始まった企画で、山田菜々とともに週替わりで2名のメンバーがリポートを担当。2012年度からは、「NMB48のティーンズ白書」に受け継がれている。
ささやんの芸能ズボっと→ささやんの週刊芸能ズボっと（土曜）
2010年11月6日から2012年9月29日まで放送されたコーナー。佐々木博之がその週の芸能ニュース（3項目程度）をピックアップし、真相をズボっと深く掘り下げて解説していく。コーナー開始から2011年9月24日までは「ささやんの芸能ズボっと」のコーナータイトルだった。
朝刊1面比べ（平日版）
2011年4月4日から2013年3月まで放送されたコーナーで、放送日の全国紙朝刊の1面から気になる記事を浦川・喜多が紹介（新聞休刊日は休止）。記事を紹介する場合には、実際に掲載された紙面を拡大した画像を、スタジオ映像の中央部（放送上は浦川・喜多の背後）にCGで映し出す。
浦川が「これからお出掛けの皆さん、忘れ物はありませんね? 今日も元気でいってらっしゃい!」（前述）という決まり文句を発するのは、基本として当コーナーの終了直後である。ただし、2011年4月4日からは、コメンテーター以外の曜日別レギュラーが一斉に登場。「今日も8時までお送りします。このメンバーでお送りします」と言った後に、前述の決まり文句を続けるようになった。
ゴーカイ亮太 派手に行きます!（トレンドエクスプレス月1回火曜）
当時の火曜コメンテーター・小澤亮太によるロケ企画。タイトルは、『海賊戦隊ゴーカイジャー』（テレビ朝日制作・朝日放送でも放送）で小澤がキャプテン・マーベラス／ゴーカイレッド役を演じていたことと、キャプテン・マーベラスの決め台詞「派手に行くぜ!」に由来する。
くるかモォ〜!ヒット芽ぇかぁ（トレンドエクスプレス隔週火曜、2013年4月2日 - 2014年3月18日）
これから流行るだろうと予想される人や物を和牛が紹介する。
NMB48山田菜々の美神革命（ビューティーレボリューション）（トレンドエクスプレス最終火曜）
NMB48メンバーによる取材企画シリーズ（前述）の最新版で、当企画には山田のみ出演。VTRでは喜多とともにさまざまな体験を行っている。
NON STYLEのほな行こか!→おめざめ!!ミサイルマン（土曜）
吉本興業の若手コンビ・NON STYLE→ミサイルマンが、色々な体験リポートをするコーナー。
はやきん!（トレンドエクスプレス最終金曜、 - 2014年3月28日）
北村真平と藤井たか子が担当。放送週のオリコン週間CDランキング、全国映画動員数ランキング、ジュンク堂書店大阪本店の文芸書ランキングを紹介。当コーナーの放送中に、ゲストをスタジオに迎えることもある。藤井が学業で多忙となったため、北村が単独で担当する「CHECK THE HITS」にリニューアル。
猫の手貸します（トレンドエクスプレス隔週火曜、2014年4月1日 - 2016年3月15日）
さまざまな企業の繁忙期に和牛が訪れ、仕事を手伝う。
社長調査隊（トレンドエクスプレス隔週火曜、2016年4月5日 - 2017年9月19日）
和牛が関西の企業を訪れ、社長から成功の秘訣を探る。
和牛のモゥ〜勉強! 手に職スクール（トレンドエクスプレス隔週火曜、2017年10月3日 - 2018年3月20日）
和牛があらゆる分野の専門学校に体験入学し、手に職をつけたらどれ程稼げるのかを調査する。
さきドリ!せやったんや!（土曜、2014年4月5日 - 2018年3月31日）
桜 稲垣早希が、さまざまなトレンド情報や生活情報を取材し、「せやったんや!（そうだったのか!）」と納得していくコーナー。
和牛の世界の遊び博覧会（トレンドエクスプレス隔週火曜、2018年4月3日 - 2018年10月24日）
和牛が関西を訪れている外国人に子供の頃どんな遊びをしていたかを聞いて、一緒に遊んでみようというコーナー。
今日の占いハッピーEnter!→ペットと星占い ハッピーEnter!→おは朝メンバーとおでんくんの星占い（ - 2018年2月28日、2018年4月2日 - ）
6時台の占いコーナー。12星座を12位からカウントダウンし、一番運勢の悪い12位と一番運勢の良い1位の星座を紹介。2014年3月までは12星座を4つずつ「ハッピー」「ぼちぼち」「ざんねん」の3段階に分け、それぞれの運勢および「ハッピー」の中から一番ラッキーな星座と「ざんねん」の中から一番残念な星座を紹介していた。コーナー開始当初は社交運・仕事運・恋愛運・金運・健康運のうち、2つの項目のトップ3とワースト1の星座を発表していた。
2013年11月1日からは「ペットと星占い ハッピーEnter!」として放送。2013年10月まで7時台で放送された「ペットと星占いランキング」（後述）の枠移動という形で、CGアニメで視聴者から寄せられたペットの写真（日替わり）の顔部分を合成させた主人公がさまざまなスポーツをする内容で、バスケットボール（12位 - 9位）→野球（8位 - 5位）→サッカー（4位 - 1位）という流れになっている。2014年3月までは、主人公が遊園地のアトラクションに乗る内容で、飛行機に乗る（ハッピー）→機関車に乗る（ぼちぼち）→お化け屋敷の中をゴンドラで移動する（ざんねん）という流れになっていた。
2017年1月からは「おは朝メンバーとおでんくんの星占い」として放送。リリー・フランキーが描いた岩本（パンイチ姿でポージング）、川添（乳児向けの起き上がり小法師人形風）、正木、赤﨑、おでんくんが登場するアニメーション（内容は月替わり）が流れる。同年4月からは曜日別に作られるようになった。番組編成の都合上、一時的に放送は休止される月がある（国際的スポーツ大会開催期間中など）。占い内容は朝日放送テレビの公式番宣Twitterでも公開されている。
人気monoサキヨミEnter!（月 - 金曜、2013年4月1日 - 2019年3月29日）
平日版の全曜日で放送されたトレンド情報コーナーで、朝日放送→朝日放送テレビの若手アナウンサーが、「サキヨミキャスター」と称してスタジオ進行や取材を交代で担当。新作映画・舞台の出演者やアーティストがプロモーションで来阪した際には、事前収録のインタビュアーを務めていた。
2017年12月頃まではオープニングでタイトルVTRを流していたが、2018年1月頃から廃止。他のコーナーと同じく、CM明けに赤﨑のタイトルコールから本編に入っていた。
コーナー開始当初は、当コーナー専任のリポーターとしてリポートを担当していたが、2015年頃からは「トレンドエキスプレス」「けさのクローズアップ」のリポートも兼任するようになった。また「トレンドエキスプレス」「けさのクローズアップ」のリポーター陣も、企画によっては当コーナーのリポートを担当するようになった。その一方で、後のコーナーの時間との兼ね合いで、当コーナーが休止になることも多かった。
「アナの目ピックアップ」の放送開始を機に終了。終了時点の「サキヨミキャスター」は、終了と同時に降板した小西（金曜日担当）を除いて、全員「アナの目キャスター」に起用されている。
よくばりセレクト!ハッピーやっぴー!（土曜版、2018年4月 - 2020年10月3日）
当時土曜版のアシスタントだった「やっぴー」（八塚）が、視聴者を「ハッピー」（幸せ）な気分にさせるトレンド情報や生活情報の現場を取材。コーナータイトルには、「取材を通じて八塚自身も幸せになる」というニュアンスが込められていた。
駒井千佳子の芸能NOW!（土曜）
2012年10月6日からスポーツ紙の芸能面の記事を八塚が芸能リポーターの駒井千佳子とともに紹介する。
前レギュラーである芸能ジャーナリストの佐々木博之が出演し、高野が進行を務めていた時には、併せて「芸能朝市」と題して、佐々木独自のとっておきの芸能情報を伝えていた。コーナー開始から2011年9月24日までは「芸能ピーチクパーチク」のコーナータイトルで、6時台に放送されていた。2011年10月1日から2012年9月までは「ささやんの芸能NOW!」のコーナータイトルで「おめざめ!!ミサイルマン」の後に放送されていた。2012年10月から2013年9月までは「おは土 情報アップデート」の後に放送されていた。
ニュースヘッドライン（土曜）
2006年4月から始まったニュースコーナー。2010年3月までは女性司会者が歴任してきたが、2010年4月からは上田が担当。ニュースヘッドラインになってからは八塚も担当。2013年4月6日からは上田・八塚に代わって、平岩と古川が隔週交代で担当。2015年4月4日から2017年9月29日までは北村。2017年10月7日からは福井が引き継いでいる。
2011年3月の東日本大震災発生までは、コーナータイトルが「ニュースの時間」だった。
平日の「ニュースヘッドライン」とコーナーの構成が異なり、先にその日の項目をニュースフラッシュ形式で短く伝えた後、その日の主要項目をスタジオのモニターを用いて解説するという形（2006年4月のみ島田大が担当）。2006年10月から2013年3月までは、ニュースフラッシュ部分のみの単純な構成だった。2013年4月から2014年3月までは、2006年9月までの構成に戻すとともに、平岩または古川（2013年11月からは平岩のみ）が朝日新聞大阪本社内のニューススタジオ「ABC朝日新聞スタジオ」からニュースと簡単な補足情報を伝えていた。2014年4月5日からは、スポーツアナウンサーでもある平岩が後述の「スポーツ&スポーツ」の進行役を兼務するようになったため、再び当番組のスタジオでニュースを読んでいる。
2006年10月以降、コーナーが番組のラストに移動したが、東日本大震災以後から2011年9月24日までは「お天気と週末の星占い」の後になり、10月1日からは現在の時間となった。
なお、2006年3月以前は、直前番組が『ANNニュース』だったため、土曜版にニュースコーナーは設けられていなかった。
おは土 情報アップデート（土曜）
平日版の「けさのクローズアップ」同様に、ニュースや生活情報を取り上げる。2007年3月までは「柴田博のイチオシ」、2007年4月から2011年12月までは「コレ知恵ック（ちぇっく）」のコーナー名だった（当時から女性関連の話題を取り上げる時は、女性司会者が担当していた）。上田→北村が進行を務める。
2012年5月12日から2013年3月30日までは当日の朝刊記事と週末情報をチェックする内容だった。朝刊記事の紹介は平岩または古川が担当。しかし、コーナーリニューアルを機に、「ニュースヘッドライン」のキャスターとして「ABC朝日新聞スタジオ」から出演するようになった（2014年3月まで）。
2012年3月までは、「NON STYLEのほな行こか!」→「おめざめ!!ミサイルマン」の後に放送されていた。
週刊!すっぴん芸能（土曜）
2012年10月6日から始まったコーナー。駒井千佳子がその週の芸能ニュース（3項目程度）をピックアップし、詳しく解説していく。
また平日版では、日本道路交通情報センター・大阪センターと電話をつないだうえで、道路交通情報を放送した時期もあった。現在では、平日版・土曜版とも、スタジオから司会者が（鉄道・飛行機を含めた）交通情報を随時紹介。また、オープニングやCM前の映像では、大きな字幕で情報を表示している。

## お天気カメラ設置ポイント
※すべてHD対応。△はキャスト→newsおかえりでも使用される。
- 大阪府…△中之島、リーガロイヤルホテル屋上、△JR大阪駅、△大阪国際空港（伊丹空港）、△関西国際空港。
- 京都府…△京都ホテルオークラ屋上、△舞鶴市、渡月橋、天橋立。
- 兵庫県…△神戸ポートピアホテル屋上、△明石海峡大橋舞子ビラ、ノボテル甲子園（阪神甲子園球場周辺）、神戸空港（マリンエア）、有馬温泉、大鳴門橋、姫路城、竹野浜海水浴場。
- 滋賀県…△彦根市（名神高速道路・彦根インターチェンジ付近）。
- 和歌山県…△和歌山城、△白浜海岸（望洋閣）、△潮岬、新宮市。
- 奈良県…奈良公園（奈良ホテル）。
- 徳島県[注 43] …徳島空港。

※…兵庫県のノボテル甲子園（阪神甲子園球場周辺）は全国高校野球選手権大会期間中限定。
※…京都府は以前京都タワーにカメラを付けていたが、現在は京都ホテルオークラ屋上に移転している。
※…大阪は以前（中之島）の新朝日ビルディングに設置されていたが、現在は淀屋橋近くのビルの屋上に設置されている。
※…和歌山県は一時期、日によってごまさんスカイタワーからのライブ映像を映し出していたことがあった。
なお、以上のカメラからの映像は、テレビ朝日の『グッド!モーニング』で7:25頃に放送されるお天気のコーナー向けに裏送りされている（隔週金曜日、主に大阪・京都・神戸の映像を使用）。また当番組では、気象・交通情報以外にも、お天気カメラの映像を活用した企画を生放送中に随時実施している（#虎鷹大決戦 おはよう朝日ですVSアサデス。KBC などを参照）。

## テーマ曲
現行
- あいかビンギラ feat. おは朝バンド『いってきます!いってらっしゃい!』（2022.9.26 - ）

火曜日第2部コメンテーターのヒャダインが作詩・作曲を手掛けた。
あいかは、2022年7月開催の「おは朝ボーカルオーディション」で選ばれた。大阪市出身で父親がコンゴ民主共和国出身で曲披露時18歳。
「おは朝バンド」は【ギター】正木明、【エレクトーン】赤﨑夏実、【DJ】岩本計介、【コーラス】澤田有也佳・小嶋花梨・堀くるみから構成される。
曲自体は2022年9月23日万博記念公園で行われた「おは朝パーク」で初披露された。
過去
- 紙ふうせん『朝（あした）の空』（1979.4.2 - 1994.4.2）

この初代テーマ曲は放送開始から15年間使われた。なお放送開始が午前7時スタートになった1987年10月からの一時期は、エレクトーン演奏によるインストゥルメンタル版だった時期もある（この時期は開始後すぐにテーマ曲が流れず司会者のトークによるアバンタイトルから始まっていた）。また、この曲は朝日放送の携帯サイトで、着信メロディの有料配信が行われている。
1990年、司会の岡元昇と宮根誠司が歌う『今日も最高やねェ!』（堀内孝雄によるシングル『恋唄綴り』のカップリング曲）がテーマ曲だった時期も存在する。2人が歌うこの曲はCDシングルとして発売され、ジャケットには「朝日放送創立40周年イメージソング・おはよう朝日ですテーマソング」とクレジット表記された。
『おはよう朝日 1万回です』では、DEPAPEPEのギターアレンジによるスペシャルバージョン『朝の空2012』がBGMに使われた。
現在は、DEPAPEPEのギターアレンジバージョンがお天気コーナーのBGMとして使用されている。
- 佐藤学『あこがれ探して』（1994.4.4 - 1996.3.30）

1994年に宮根が単独メイン司会になったのを機にリニューアルしてからは、数年毎にテーマ曲が変わってきている。なお、エンディングではエレクトーン演奏によるインストゥルメンタルヴァージョンが流れている。
- 保科奈穂『あなたと過したい』（1996.4.1 - 1997.3.29）
- 川村ゆみ『あなたにそばにいて欲しい』（1997.3.31 - 1998.3.28）
- 岡本真夜『DREAM』（1998.3.30 - 2001.3.31）
- Le Couple『MAGICAL MORNING』（2001.4.2 - 2003.3.29）
- Skoop On Somebody『This New Morning』（2003.3.31 - 2005.4.2）
- 玉置成実『day break』（2005.4.4 - 2007.3.30）
- SunSet Swish『Top Of The Morning』（2007.4.1 - 2010.3.27）

2003年からはタイトルがポップなものになった事もあり、アニメーション化され、各種の効果音が足された形で放送されていた。末期の場合、冒頭の「Good morning 6:45AM」と表記されるところや、「〔太陽マーク〕おはよう朝日です」と文字が出てくるところ、「太陽マーク」が飛んで行くところなどにSEが足されている。
ここまでの曲は当初は番組のために書き下ろされたため『「おはよう朝日です」オリジナルテーマソング』として紹介、「This New Morning」までは番組冒頭で紹介していた。
- 押尾コータロー『Brand New Wings』（2010.3.29 - 2011.4.2）

放送開始から一貫して、ボーカルの入った歌をテーマ曲として採用してきたが、一時平日版オープニングタイトルが廃止されたこともあり、初めてインストゥルメンタル楽曲が起用された。エンディングでは引き続きエレクトーン演奏によるインストゥルメンタル版が流れている。平日版では今日の「ウラ読み」、土曜版では「けさトピッ!」から流れ始めていた。
- SAWA『My Sunny Days』（2010.4.3 - 2010.9.25）

土曜版オープニングタイトルとして使用。
- ザ・バンド・ペリー『ミス・ユー・ビーイング・ゴーン』（2010.11.29 - 2013.3.30）

平日版オープニングタイトルから土曜版と共通のオープニングタイトルとなった。
2010年4月以降の土曜版のオープニングタイトルでは、ノンクレジットで楽曲が使用されていた。
- マイケル・ブーブレ『イッツ・ア・ビューティフル・デイ』（2013.4.1 - 2015.3.28）[注 45]
- ファイヴ・セカンズ・オブ・サマー『ドント・ストップ』（2015.3.30 - 2018.6.30）
- ウルフルズ『変わる 変わる時 変われば 変われ』（2018.7.2 - 2020.10.3）

放送開始39周年を迎えた2018年4月に、「サンキューイヤー」のスペシャル企画として、ウルフルズにオープニングテーマソングの制作を依頼。歌詞には、当時出演していた30名から集めた候補作の中から、リポーター・川崎の「おもろく でっかく」、月曜コメンテーター・野々村の「グッドモーニングスマイル」、月曜サブコメンテーター・山岸の「異議あり」、岩本の「SUN SUN サンキュー!!」、川添の「満腹」を採り入れた。岩本・川添は、ハンドクラップとコーラスにも参加。
「Top Of The Morning」以来のオリジナルテーマソングの復活となった。
- 優利香『眩しい朝日』（2020.10.5 - 2022.9.24）

2020年8月開催の「OHA-1グランプリ」で最優秀作品に選ばれたオリジナル曲

### 天気コーナーBGM
現行
- DEPAPEPE『朝の空』（2013.4.1 - ）

過去
- DEPAPEPE『青春カムバック』（2006.4.1 - 2006.9.30）
- DEPAPEPE『DAYS』（2006.10.2 - ? ）
- 押尾コータロー『Brand new Wings』（2010.11.29 - 2011.4.2）
- DEPAPEPE『恋水』（2011.4.4 - 2012.3.31）
- DEPAPEPE『風薫る』（2012.4.2 - 2013.3.30）

2013年3月までは、平日版では今日の「正木さんのお天気（1回目）」、土曜版では「けさトピッ!」→オープニング内の天気情報から流れ始めていた。2013年4月以降、土曜版では上記のテーマ曲が使用されている。

### 星占いBGM
現行
- あいかビンギラ『いってきます!いってらっしゃい!』（2022.9.26 - ）

過去
- カーリー・レイ・ジェプセン『グッド・タイム with アウル・シティー』（ ? - 2012.12.28）
- リタ・オラ『ハウ・ウィ・ドゥ (パーティー)』（2013.1.7 - 2013.3.29）
- Kis-My-Ft2『Catch Love』（2013.4.1 - 5.31）
- オースティン・マホーン『セイ・ユア・ジャスト・ア・フレンド Feat. フロー・ライダー』（2013.6.3 - 8.2）
- ワン・ダイレクション『ベスト・ソング・エヴァー』（2013.8.5 - 10.31）
- オリー・マーズ『ヘイ・ユー・ビューティフル』（2013.11.1 - 2014.4.30）
- トミタ栞『きらきら』（2014.5.1 - 2014.11.7）
- 武藤彩未『RUN RUN RUN』（2014.11.10 - 2017.3.31）
- 花澤香菜『雲に歌えば』（2017.4.3 - 2017.9.29）
- the peggies『BABY!』（2017.10.2 - 2020.2.28）
- ORANGE RANGE『KONOHOSHI』（2020.3.2 - 2020.10.2）
- HOWL BE QUIET『幽霊に会えたら』（第1部、2020.10.5 - 2021.4.2）
- 優利香『眩しい朝日』（第2部、2020.10.5 - 2022.9.26）

## 現在の出演者

### 平日版
○印を付けた人物は、出演時点で朝日放送テレビのアナウンサー。

#### MC
- 第1部
  - 小櫃裕太郎○〈月 - 水・金曜日〉（2024年8月26日 - ）
    - 2023年9月から2024年3月までは火・水曜日のサブアナウンサーを担当し、2024年4月から同年8月23日までは全曜日でサブアナウンサーを担当。同年8月26日より、月・水・金曜日に第1部MCを担当。2025年3月3日からのシフト変更に伴い、これまでの担当曜日に加えて火曜日も第1部MCを担当。

  - 小西陸斗○〈木曜日〉（2018年4月6日 - 2019年3月29日・2020年10月5日 - 、2021年2月1日から第1部の司会を担当）
    - 2018年4月6日 - 2019年3月28日に「人気monoサキヨミEnter!」木曜分のキャスターを担当。いったん番組を降板して以降は、スポーツアナウンサーとして活動したほか、『朝だ!生です旅サラダ』にレギュラーで出演していた。
    - 当番組の放送枠拡大・2部構成化を機に、2020年10月5日から第1部のアシスタントとしてレギュラー出演を再開。再開を機にスポーツ担当を離脱したほか、『旅サラダ』のレギュラーアナウンサーも東留伽（同年入社）に交代した[42]。
    - 第1部初代MCの川添の休演に伴って、2021年の初回放送（1月4日）からMCを代行。同月31日付で川添が朝日放送テレビを退社したことを受けて、翌2月1日放送分から第2代MCへ正式に就任した。ただし、第2部のMCやアシスタントが休演する日には、第2部でもアシスタント代理を担当。
    - 2024年8月23日までは全曜日担当。同年8月27日より、火・木曜日を担当。2025年3月3日からのシフト変更に伴い、第1部MCの担当曜日を木曜日のみに縮小。
- 第2部
  - 岩本計介○〈月 - 金曜日〉（2015年3月30日 - 、2020年10月5日以降は第2部のみ担当）
    - 2021年4月2日以降の金曜日には、第2部の出演を終えてから、西森洋一（モンスターエンジン）とのコンビで『岩本・西森の金曜日のパパたち』（朝日放送ラジオから夕方に放送される生ワイド番組）のパーソナリティを務めている。
    - 2024年8月23日までは全曜日担当。同年8月26日より、月 - 木曜日を担当。澤田の懐妊に伴うシフト変更により、2025年3月3日週からは再び全曜日を担当（なお、金曜日はアシスタント格での出演）。
    - 2025年6月6日放送から先週までMCだった澤田有也佳の卒業に伴い、金曜日もMCになる

  - 澤田有也佳○〈金曜日〉（2018年4月5日 - 2022年9月30日／2023年4月3日 - ）※2022年10月から2023年3月までは、「長期休養」扱いで休演。
    - 2018年4月5日 - 2019年3月28日に「人気mono サキヨミEnter!」、2019年4月5日 - 2020年10月1日に「アナの目ピックアップ」（木曜キャスター）、2018年4月26日 - 2020年10月2日に金曜日の「トレンドエクスプレス」（毎月最終週「CHECK THE HITS」）リポーターを担当。レギュラー出演開始前の2018年1月23日から、開始後の2020年3月17日までは『名医とつながる!たけしの家庭の医学』（朝日放送テレビ東京オフィスの制作で隔週木曜日の午後に東京で収録していた全国ネット番組）のアシスタントを務めていたため、収録日には当番組への本番終了後に上京していた。
    - 2016年10月3日から2020年9月30日（水曜日）まで『キャスト』の月 - 水曜日でサブキャスターを務めた後に、当番組第2部のアシスタントへ専念。第2部MCの岩本がスタジオへ出演できない場合には、第2部でMC代理で担当していた。しかし、2022年10月から顎口腔ジストニアの治療を伴った長期休養へ入ることに伴って、当番組の出演を同年9月30日（金曜日）で一旦終了。放送上は「卒業」「降板」ではなく「休演」と扱われていて、休養期間を終えてからの復帰に含みを持たせていた。なお、休養期間中は第2部のアシスタントを小西が兼務。小西が芸能コーナーを担当する一方で、2022年に朝日放送テレビへ入社したばかりの福戸を、第2部の天気予報とスポーツコーナー（火・水曜分）担当に抜擢している。
    - 実際には2023年2月8日（水曜日）から職場（朝日放送テレビ総合編成局のアナウンスセンター）に復帰していて、同年の4月改編を機に当番組への出演を再開[43]。
    - アシスタントとして、2024年8月23日までは全曜日担当。同年8月26日より、月・火・木曜日を担当。
    - 2025年2月28日の放送の中で、第1子の懐妊を発表。負担軽減に伴い、産休に入るまでは金曜日のみの出演に変更。
    - 2025年5月30日をもって産休のため当番組を卒業した。

#### アシスタント
- 第1部
  - 福戸あや○〈水・金曜日〉（2022年入社：2022年10月3日 - 、アシスタントとしては2023年4月6日から担当）
    - アシスタントとしては、2023年9月1日まで木・金曜日のみ担当。この期間にも、火・水曜日には7:55以外の天気予報を正木とのコンビで担当すしたほか、第2部のスポーツキャスターを兼務している。
    - 2023年4月から月 - 水曜日のアシスタントを担当していた鷲尾千尋○が、同年8月30日（水曜日）放送分をもって『newsおかえり』水曜日のフィールドキャスターへ異動したことを受けて、翌9月からは鷲尾の担当分も引き継いでいる。なお、自身も2022年10月から『newsおかえり』の金曜日でフィールドキャスターを務めていたが、鷲尾と入れ替わる格好で2023年8月25日に出演を終えている。
    - 2024年8月23日までは全曜日担当。同年8月26日より、月・水 - 金曜日を担当。2025年3月3日週からはシフト変更に伴い、水・金曜日のみ担当。

  - 大石紗椰○〈月・火・木曜日〉（2024年8月27日 - ）
    - 2025年2月26日までは火曜日のみ担当。2025年3月3日からは月・火・木曜日へ担当曜日を拡大。
- 第2部
  - 小西陸斗○〈火・水曜日〉（2024年8月28日 - ）
    - 2024年8月28日から2025年2月28日までは水・金曜日担当。同年3月3日週からは火・水曜日に担当変更。

  - 福戸あや○〈月・木曜日〉（2025年3月3日 - ）
  - 岩本計介○〈金曜日〉（2025年3月7日 - 2025年5月30日）
    - MCだった澤田有也佳の卒業に伴い、メイン司会に変更

  - 小櫃裕太郎○〈金曜日〉（2025年6月6日 - ）

#### 曜日コメンテーター
2020年10月2日（金曜日）までは全編にわたって出演していたが、同月5日（月曜日）以降は、第1部と第2部でコメンテーターを分けている。

◎：2部構成化前からのコメンテーター

●：『おはようコールABC』から続投（出演曜日の変更者を含む）

- 月曜日
  - 第1・2部：川﨑拓也（2024年4月1日 - 、弁護士）
  - 第2部：川﨑美千江（2024年4月1日 - ）
    - 2024年3月まではリポーターとして約22年にわたって出演していたが曜日コメンテーターに昇格した2024年4月以降も火曜日を中心に他曜日にもリポーターとして出演することも多い。
- 火曜日
  - 第1部：橋本佳奈（2023年9月5日 - 、朝日新聞記者）
    - 2023年9月5日より第1部コメンテーターとして出演（前週まで出演していた机美鈴・朝日新聞生活文化部記者の後任）。

  - 第2部：ヒャダイン（2022年4月5日 - ）
    - 2022年4月5日より第2部コメンテーターとして出演。
- 水曜日
  - 第1部：鈴木謙介（2020年10月7日 - ）
    - 『キャスト』にも、伊藤史隆○がメインキャスターを務めていた最初期にコメンテーターとして出演。

  - 第2部：浅尾美和◎（2019年4月3日 - ）
    - 当番組のレギュラーコメンテーターに女性を起用する事例は、1996年の小山乃里子以来23年振りである[44]。
- 木曜日
  - 第1部：森内彩子（弁護士、2020年10月8日 - ）
  - 第2部：REINA（2020年10月8日 - ）
    - 在阪局制作の番組に初めてレギュラーで出演。2022年4月からは、当番組への出演と並行しながら、出演の前日（水曜日の夕方）には『よんチャンTV』（毎日放送）のパネラーをレギュラーで務めている。
    - ハーバード大学の大学院を修了していることから、東京大学出身の澤田が一時的に休養するまでの第2部では、オープニングで表示される氏名テロップに司会の岩本（京都大学卒業）・アシスタントの澤田（東京大学卒業）と揃って最終学歴が略記されていた（REINA：「ハーバード大卒」、岩本：「京大卒」、澤田：「東大卒」）。
    - 2025年1月30日以降は双子出産に伴う産前産後休業の為、出演を休止していたが、2025年7月3日から復帰した。
- 金曜日
  - 第1部：木原義隆●（2020年10月9日 - 、朝日放送テレビ報道局ニュース情報センター記者）
    - 放送上は「ABCテレビコメンテーター」という肩書を使用。『おはようコールABC』では、毎週水曜日にコメンテーターを務めていた。

  - 第2部では、たむらけんじが2部構成化前からの続投扱いでコメンテーターを務めていた。たむらがアメリカ合衆国への移住を機に2023年5月5日放送分で卒業してからは、後任を配置せず、後述の週替わりのゲストコメンテーターが出演する。

#### 金曜日ゲストコメンテーター
2025年8月現在、主に以下のコメンテーターが週替わりで出演。
- 増田英彦（ますだおかだ）：（2023年10月20日 - 、月に1回のペースで出演）[注 46]
- リンゴ（ハイヒール）
- 呂布カルマ
- 村瀬哲史
- 山崎晴太郎：REINAが休業中の2025年1月30日～6月26日まで、木曜日コメンテーターとして出演していた。7月より金曜日ゲストコメンテーターとなる。

#### サブコメンテーター
- 永見大吾・浜田順平（カベポスター）：隔週木曜日（2023年4月6日 - ）
- 萌々（爛々）：金曜日（2025年4月4日 - ）

#### 天気担当
- 正木明（気象予報士、1990年からレギュラー出演）
  - 宮根の卒業に伴い、2010年4月以降はスカイスタジオ時代からの唯一の出演者である。『おはようコールABC』でも、放送の全期間を通じて気象キャスターを担当していたため、期間中は2番組連続で出演していた。
  - 休暇に入っていた2009年10月26日 - 10月30日、2010年8月2日 - 8月6日には、朝日放送のテレビ・ラジオ番組で気象キャスターを担当する清水とおるが、正木の代役で出演した[注 47]。
  - 2013年9月9日・10日は体調不良、2014年2月17日・18日はインフルエンザで欠席したため、土曜版担当（当時）の吉田裕一が代役で出演した。2020年にも、澤田の新型コロナウイルス感染に伴って当面の休演措置が講じられたため、休演期間中は吉田が代演していた。
  - エレクトーン演奏者が後述の通り2人体制になった2025年1月6日以降、2月28日までは唯一の全曜日出演者となっていた。

#### エレクトーン演奏者
- 月曜～水曜：長沼美衣奈（2025年1月6日 - ）
- 木曜・金曜：多田憲伸（2025年1月9日[注 48] - ）
  - 平日版では第13代目の演奏者。2人体制となり、初めて男性エレクトーン演奏者も選出された[45]。

#### スポーツコメンテーター
いずれも阪神タイガースの元・選手で、以前は「スポーツキャスター」という肩書で出演。スポーツコーナーでは一時、解説・進行・VTRナレーターの「1人3役」をこなしていた。「人気mono サキヨミEnter!」のサキヨミキャスターが「スポーツ&スポーツ」のVTRナレーターを兼務するようになった2013年4月以降は、「スポーツコメンテーター」として同コーナーの解説と進行を担当。2020年10月改編からは、第1部に単独、第2部に後述する「スポーツキャスター」とのコンビで出演する。

☆：出演時点で朝日放送テレビの野球解説者

- 月曜日：関本賢太郎☆（2016年1月4日 - [注 49]、朝日放送の野球解説者へ転身後初のレギュラー番組で、2020年10月8日から2023年3月28日までは火曜日にも出演）
- 火曜日：福留孝介（2023年4月4日 -、中日ドラゴンズで2022年に現役を引退したことを機に出演を開始。朝日放送テレビ・サンテレビが制作する阪神戦中継での解説を本数契約で担当しているほか、在阪他局ではMBSラジオのプロ野球中継『MBSベースボールパーク』の「準解説者」にも名を連ねている）
- 水曜日：濱中治☆（2012年1月12日[注 50] - 2013年3月：火曜日→2013年4 - 12月：火・金曜日→2020年1 - 9月：火曜日、2015 - 2019年に阪神タイガースの打撃コーチを歴任）
- 木曜日：桧山進次郎☆（2014年3月6日 - 、朝日放送の野球解説者へ転身後初のレギュラー番組）
- 金曜日：今成亮太（2020年10月9日 - 、2021年12月までは阪神タイガースからの業務委託扱いで「タイガースアカデミー　ベースボールスクール」専属コーチ→2022年1月からスカイA・GAORAの野球解説者、テレビ番組のレギュラーコメンテーターを初めて担当）[25]。

#### スポーツキャスターと兼務
2020年10月の放送枠拡大・2部構成化を機に、上記の「スポーツコメンテーター」と別に配置する方式（『おはようコールABC』の後期と同じ体制）で事実上復活。朝日放送テレビのスポーツアナウンサーが担当する。

放送枠拡大・2部構成化を機に、第1部・第2部を通じて「ニュースキャスター」（ニュース専任のアナウンサー）を配置しなくなったため、（スポーツキャスターとして出演しない曜日を含めて）ニュースコーナーのVTRナレーション（いわゆる「影ナレ」）も交互に担当する。

△：2部構成化前からスポーツ以外のコーナーにレギュラーで出演

▼：『おはようコールABC』から続投

- 月曜日：小西陸斗○（2025年3月3日 - ）
- 火曜日：福戸あや○（2025年3月4日 - ）

- 水曜日：大石紗椰○（2024年8月26日 - ）
  - 2025年2月27日までは月・水・木曜日を担当。
- 木曜日：小櫃裕太郎○（2023年9月5日 - ）
  - 2023年に朝日放送テレビへ入社。
  - 2023年9月から2024年3月までは火・水曜日を、2024年4月から8月までは全曜日を担当。
  - 2024年8月27日から2025年2月26日までは火曜日を担当。

上記のアナウンサーが出演しない第1部では、放送枠拡大の前週（2020年10月2日）まで1年半にわたって『おはようパーソナリティ道上洋三です』のアシスタントを務めていた野村朋未（セイ・タレントプロダクション所属のフリーアナウンサー）が、ニュースコーナーで「影ナレ」を担当している。

##### 第2部の気象キャスターとスポーツキャスターを兼務
- 福戸あや○（2022年入社：2022年10月3日 - ）
  - 第2部アシスタントの澤田による「長期休養」がきっかけで、澤田の役割を小西と分担する目的で出演を開始。2023年3月31日までは、全曜日で第2部に登場していた。

### キャスター陣の配置とその他レギュラー出演者
| 月曜日                                                                         | 火曜日                                 | 水曜日                                 | 木曜日                                 | 金曜日                                 |
| MC                                                                             | MC                                     | MC                                     | MC                                     | MC                                     |
| 第1部（第2部エンタメキャスターを兼務）                                         | 第1部（第2部エンタメキャスターを兼務） | 第1部（第2部エンタメキャスターを兼務） | 第1部（第2部エンタメキャスターを兼務） | 第1部（第2部エンタメキャスターを兼務） |
| ------------------------------------------------------------------------------ | -------------------------------------- | -------------------------------------- | -------------------------------------- | -------------------------------------- |
| 小櫃裕太郎                                                                     | 小櫃裕太郎                             | 小櫃裕太郎                             | 小西陸斗                               | 小西陸斗                               |
| 第2部                                                                          |                                        |                                        |                                        |                                        |
| 岩本計介                                                                       |                                        |                                        |                                        |                                        |
| アシスタント                                                                   |                                        |                                        |                                        |                                        |
| 第1部（第2部スポーツキャスターを兼務）                                         |                                        |                                        |                                        |                                        |
| 大石紗椰                                                                       | 大石紗椰                               | 福戸あや                               | 大石紗椰                               | 福戸あや                               |
| 第2部                                                                          |                                        |                                        |                                        |                                        |
| 福戸あや                                                                       | 小西陸斗                               | 小西陸斗                               | 福戸あや                               | 小櫃裕太郎                             |
| 曜日コメンテーター                                                             |                                        |                                        |                                        |                                        |
| 第1部                                                                          |                                        |                                        |                                        |                                        |
| 川﨑拓也                                                                       | 岡真裕美                               | 鈴木謙介                               | 森内彩子                               | 木原義隆                               |
| 第2部                                                                          |                                        |                                        |                                        |                                        |
| 川﨑美千江                                                                     | ヒャダイン                             | 浅尾美和                               | REINA                                  | （ゲストが週替わり）                   |
| サブコメンテーター                                                             |                                        |                                        |                                        |                                        |
| 川﨑拓也                                                                       | （不在）                               | （不在）                               | カベポスター（隔週）                   | 萌々（爛々）                           |
| 天気担当                                                                       |                                        |                                        |                                        |                                        |
| 正木明（第1部・第2部共通）                                                     |                                        |                                        |                                        |                                        |
| 新貝まゆ                                                                       | 新貝まゆ                               | 新貝まゆ                               | 新貝まゆ                               | 大石紗椰                               |
| エレクトーン演奏者                                                             |                                        |                                        |                                        |                                        |
| 長沼美衣奈                                                                     | 長沼美衣奈                             | 長沼美衣奈                             | 多田憲伸                               | 多田憲伸                               |
| スポーツコメンテーター                                                         |                                        |                                        |                                        |                                        |
| 関本賢太郎                                                                     | 福留孝介                               | 濱中治                                 | 桧山進次郎                             | 今成亮太                               |
| サブアナウンサー（「トレンドデリバリー」担当） 第1部のエンタメキャスターを兼務 |                                        |                                        |                                        |                                        |
| 新貝まゆ                                                                       | 新貝まゆ                               | 新貝まゆ                               | 新貝まゆ                               | 大石紗椰                               |
| エンスポランキングキャスター                                                   |                                        |                                        |                                        |                                        |
| 岩本計介                                                                       |                                        |                                        |                                        |                                        |
| 福戸あや                                                                       | 小西陸斗                               | 小西陸斗                               | 小櫃裕太郎                             | 小櫃裕太郎                             |

#### コーナープレゼンター
- 赤ペン瀧川：毎月最終金曜日（2022年4月28日 - 、第2部「今朝のクローズアップ」にのみ出演）
  - 公式サイトでは「リポーター」として紹介されているが、実際には、井上公造（2022年3月まで金曜日のコメンテーターを長らく務めていた芸能ジャーナリスト）に近い役割で「赤ペン瀧川の芸能総まとめ」を担当。
  - 2023年6月30日には、コメンテーターとして第2部の全編に初めて出演した。

#### リポーター
2024年8月26日以降は金曜日に週替わりリポーターとして出演している。
- 大久保ともゆき
- 小嶋花梨（NMB48、2019年1月11日 - 、2019年12月9日 - 12月13日[注 51][47]・2021年1月4日・1月8日・1月14日・1月19日・1月29日・2月3日・2月8日・2月16日・2月23日・3月8日・3月17日・3月22日・3月24日・3月30日・4月1日に第1部アシスタント代理）[注 52]。
- 真丸（2019年1月9日 - ）[注 52][注 53]
- 杉枝真結（2016年4月7日 - ）
- 早坂風海（2019年1月16日 - ）[注 52]
- やのぱん
- ゆめぽて（2022年4月4日- ）[注 54]
- あいかビンギラ（2022年10月 - ）
- おおしま兄妹（2023年4月 - ）
- 赤ペン瀧川
- はっぴちゃん。[注 55]
- 柴田龍之介
- 横堀菜々美
- 大平萌笑

#### 備考
- リポーターは毎週出演するとは限らず、ローテーションでリポートを担当する。また、司会の岩本、アシスタントの川添、天気担当の正木、スポーツコメンテーター[注 56]、芸能コーナー担当の中西[注 57]、エレクトーンの赤﨑もリポーターとして出演することがある。
- ごく稀だが番組終了後、ロケに出かける関係でエンディングに出ないリポーターもいる。また、ローテーションの関係でVTRのみ出演するリポーターもいる。
- 5月6日が平日版の放送日に当たる場合は平日版のトレンドエクスプレスコーナーのとれなびで「水着コレクション」、11月3日が平日版の放送日に当たる場合には「秋冬コレクション」が放送される。
- 2020年には、日本国内で新型コロナウイルスへの感染が拡大していることを背景に、担当のアナウンサー（いずれも朝日放送テレビ所属）と曜日を期間限定で変更する措置を繰り返している。
  - 4 月15日（水曜日）から6月12日（金曜日）までは、『おはようコールABC』と共同でMC・アシスタントに2班体制を導入。感染拡大の一因とされる飛沫感染のリスクを回避するための暫定措置として、平日版のMCとアシスタントを以下のように組み替えた。

|              | 月・火曜 | 水曜                   | 木・金曜   |
| ------------ | -------- | ---------------------- | ---------- |
| MC           | 岩本計介 | 岩本計介 or 川添佳穂   | 川添佳穂   |
| アシスタント | 津田理帆 | 津田理帆 or 藤崎健一郎 | 藤崎健一郎 |

- 8月1日（土曜日）には、7月30日（木曜日）放送分を体調不良で休演していた澤田（当時は「アナの目ピックアップ」木曜分キャスター）に新型コロナウイルスへの感染が確認[48]。7月31日（金曜日）放送分に出演していた洲崎の感染も、8月2日（日曜日）に確認された[49]。この事態を受けて、朝日放送テレビでは、澤田・洲崎が体調を崩す直前まで出演していた当番組の関係者にPCR検査を順次受診させることを決定。当番組で使用するスタジオを8月2日までに消毒したうえで、翌3日（月曜日）放送分から、岩本・川添・正木・赤崎をいったん休演させていた[50]。実際には、岩本・川添・正木・赤崎の陰性が8月4日（火曜日）までにPCR検査で確認されたため、4人とも2日間休演しただけで翌5日（水曜日）放送分から復帰している[51]。
  - 当初の予定では、本来は月 - 木曜日のニュースキャスターである藤崎が月 - 金曜日の司会、「アナの目ピックアップ」水曜分のキャスターである増田紗織が月 - 木曜日のアシスタント、金曜日のニュースキャスターである橋詰優子（いずれも朝日放送テレビアナウンサー）が同曜日のアシスタントを代演[52]。土曜版のレギュラー陣から、気象キャスター（当時）の吉田裕一（気象予報士）が正木、エレクトーン奏者の小椋寛子が赤崎の役割を兼務することになっていた。しかし、休演期間が2日間にとどまったため、橋詰の代演は見送られた。

### 土曜版

#### MC
- 北村真平（朝日放送テレビアナウンサー、土曜版の司会としては2018年4月7日  - ）
  - 平日版では、2011年10月28日から「トレンドエクスプレス」（毎月最終週「はやきん!」→「CHECK THE HITS」）のリポーターを担当。2013年4月からは「人気mono サキヨミEnter!」で金曜日のサキヨミキャスターを兼務[注 58]。土曜版では2015年4月から2017年9月までニュース&スポーツキャスターを担当していた。上田剛彦の後任として、2018年4月7日放送から土曜版の司会を担当。企画によっては、リポーターを兼ねる事もある。
  - 2018年1月11日から3月9日までは、古川の『キャスト』メインキャスター就任に伴って、古川が担当してきたサブキャスターのうち木・金曜分を兼務しながら土曜版への出演を続けていた。
  - 2020年12月には、他の業務で接触していた人物から新型コロナウイルスへの感染が確認されたことをきっかけに、保健所からこの人物の濃厚接触者に認定。本人は自主的に受診したPCR検査で陰性を確認されていたものの、検査後に発熱の症状が出ているため、同月12日放送分から自宅待機扱いで出演を見合わせていた[53][54]。年内最後の放送（26日放送分）から復帰。
- 鷲尾千尋（朝日放送テレビアナウンサー、2024年11月2日 - ）
  - 平日版では、2021年4月5日から2023年8月30日まで第1部のアシスタント（2022年10月 - 2023年3月は第　　1部MC）を担当。
  - 平日版を卒業後、2024年4月より土曜版のリポーターとして登板。前任の斎藤の産休による降板のため、同年11月3日より新たに司会を担当。

#### コメンテーター
- シャンプーハット（恋さん・てつじ）（2011年10月1日 -）
  - ごく稀ではあるが、企画によってリポーターとして参加する事がある。

#### ニュース&スポーツキャスター
- 福井治人（2017年10月7日 - ）
  - 斎藤が担当しているコーナー「情報！アップデート」のナレーションも兼任している。
  - 企画によっては、リポーターも兼ねることがある。
  - 土曜版でも2021年度まで、「スポーツコメンテーター」のポストを設置。平日版のコメンテーターとは別の人物（主に朝日放送→朝日放送テレビの野球解説者）を代々充てていた。平日版でもコメンテーターを務めた経験のある福本豊が2021年度で卒業してからは、後任者を配置していないため、スポーツコーナーについては福井が単独で進行している。

#### 芸能担当
- 駒井千佳子（芸能リポーター、2012年10月6日 -）
  - ごく稀ではあるものの企画によっては、リポーターも兼ねる事がある。

#### 天気担当
- 佐藤悠（気象予報士、2021年4月3日 -）
  - 企画によっては、リポーターを兼ねることもある。

#### エレクトーン演奏者
- 小椋寛子（2013年10月5日 - ）
  - 企画によっては、リポーターを兼ねることもある。

#### リポーター
- 市川義一（女と男、出演時の名義は「女と男　市川」、2014年10月18日 - ）
- 高樹リサ（2015年4月4日 - ）
- 堀くるみ（2019年8月10日 - ）[55]
  - 2020年10月10日からは、「なないろリサーチ それどーなん!?」を単独で担当するため、他のリポーターと違って毎週出演。出演を始めた時点ではたこやきレインボーのメンバーであったが、2021年5月9日で卒業してからも土曜版への出演を続けている。
- 璃生（2019年8月10日 - ）[56][57]
- 真田理希（2022年8月13日 - ）
- ちろる（翠星チークダンス、2022年9月3日 - ）

### 祝日版
放送時点での平日版（△）・土曜版（▲）のレギュラー出演者から一部が担当。

#### MC
- 第1部
  - 福井治人◎▲（2023年8月11日 - ）
    - いずれも、出演日には第2部でも「＃朝トレ」とスポーツコーナーを進行。
- 第2部：北村真平◎▲（2023年7月17日 - ）

#### アシスタント
- 第1部
  - 月・火曜日に放送される場合：福戸あや◎△（2024年11月4日 - ）
  - 水 - 金曜日に放送される場合：ちろる▲（翠星チークダンス、2023年8月11日 - ）
    - いずれも、出演日には第2部でも「トレたて!」を進行。
- 第2部：鷲尾千尋◎▲（2024年11月4日 - ）

#### コメンテーター
- 第1部・第2部共通：平日版第1部のコメンテーターが、平日版での出演曜日に沿って担当。
- 第2部のみ：シャンプーハット▲（2023年7月17日 - ）

#### 天気担当
- 佐藤悠▲（気象予報士、2023年7月17日 -）
  - 1990年4月から平日版を一貫して担当している正木明は、基本として「祝日版」に出演しない。

#### エレクトーン演奏者
- 小椋寛子▲（2023年7月17日 - ）
  - 平日版のエレクトーン演奏者は、基本として「祝日版」に出演しない。

#### リポーター
- 堀くるみ▲などが担当。出演日には、第2部の天気予報のうち、6時台の放送分を佐藤とのコンビで進行している。

## 歴代の出演者
◎：2022年10月の時点で朝日放送（テレビ）アナウンサー
●：出演期間中は朝日放送・朝日放送テレビアナウンサー

### 平日版

#### MC・アシスタント・サブアナウンサー
| 期間      | 期間      | MC         | MC         | MC         | MC       | MC         | アシスタント | アシスタント | アシスタント | アシスタント | アシスタント |
| 期間      | 期間      | 月         | 火         | 水         | 木       | 金         | 月           | 火           | 水           | 木           | 金           |
| --------- | --------- | ---------- | ---------- | ---------- | -------- | ---------- | ------------ | ------------ | ------------ | ------------ | ------------ |
| 2020.10.5 | 2021.1.29 | 川添佳穂   | 川添佳穂   | 川添佳穂   | 川添佳穂 | 川添佳穂   | 小西陸斗     | 小西陸斗     | 小西陸斗     | 小西陸斗     | 小西陸斗     |
| 2021.2.1  | 2021.4.2  | 小西陸斗   | 小西陸斗   | 小西陸斗   | 小西陸斗 | 小西陸斗   | （日替わり） | （日替わり） | （日替わり） | （日替わり） | （日替わり） |
| 2021.4.5  | 2022.9.30 | 小西陸斗   | 小西陸斗   | 小西陸斗   | 小西陸斗 | 小西陸斗   | 鷲尾千尋     | 鷲尾千尋     | 鷲尾千尋     | 鷲尾千尋     | 鷲尾千尋     |
| 2022.10.3 | 2023.3.31 | 鷲尾千尋   | 鷲尾千尋   | 鷲尾千尋   | 鷲尾千尋 | 鷲尾千尋   | 北條瑛祐     | 大野雄一郎   | 大野雄一郎   | 平野康太郎   | 平野康太郎   |
| 2023.4.3  | 2023.9.1  | 小西陸斗   | 小西陸斗   | 小西陸斗   | 小西陸斗 | 小西陸斗   | 鷲尾千尋     | 鷲尾千尋     | 鷲尾千尋     | 福戸あや     | 福戸あや     |
| 2023.9.4  | 2024.8.23 | 小西陸斗   | 小西陸斗   | 小西陸斗   | 小西陸斗 | 小西陸斗   | 福戸あや     | 福戸あや     | 福戸あや     | 福戸あや     | 福戸あや     |
| 2024.8.26 | 2025.2.28 | 小櫃裕太郎 | 小西陸斗   | 小櫃裕太郎 | 小西陸斗 | 小櫃裕太郎 | 福戸あや     | 大石紗椰     | 福戸あや     | 福戸あや     | 福戸あや     |
| 2025.3.3  | 2025.5.30 | 小櫃裕太郎 | 小櫃裕太郎 | 小櫃裕太郎 | 小西陸斗 | 小櫃裕太郎 | 大石紗椰     | 大石紗椰     | 福戸あや     | 大石紗椰     | 福戸あや     |
| 2025.6.2  | 現在      | 小櫃裕太郎 | 小櫃裕太郎 | 小櫃裕太郎 | 小西陸斗 | 小西陸斗   | 大石紗椰     | 大石紗椰     | 福戸あや     | 大石紗椰     | 福戸あや     |

|                   |           | MC              | MC              | MC                  | MC              | MC              | アシスタント      | アシスタント      | アシスタント          | アシスタント      | アシスタント      |
| 月                | 火        | 水              | 木              | 金                  | 月              | 火              | 水                | 木                | 金                    |                   |                   |
| ----------------- | --------- | --------------- | --------------- | ------------------- | --------------- | --------------- | ----------------- | ----------------- | --------------------- | ----------------- | ----------------- |
| 1979.4.2          | 1986.3.28 | 乾龍介          | 乾龍介          | 乾龍介              | 乾龍介          | 乾龍介          | 粟生ひとみ        | 粟生ひとみ        | 粟生ひとみ            | 粟生ひとみ        | 粟生ひとみ        |
| 1986.3.31         | 1989.3.31 | 林伸一郎        | 林伸一郎        | 林伸一郎            | 林伸一郎        | 林伸一郎        | 大西敦子          | 大西敦子          | 大西敦子              | 大西敦子          | 大西敦子          |
| 1989.4.3          | 1990.3.30 | 林伸一郎        | 林伸一郎        | 林伸一郎            | 林伸一郎        | 林伸一郎        | 石川千春          | 石川千春          | 石川千春              | 石川千春          | 石川千春          |
| 1990.4.2          | 1991.3.29 | 岡元昇 宮根誠司 | 岡元昇 宮根誠司 | 岡元昇 宮根誠司     | 岡元昇 宮根誠司 | 岡元昇 宮根誠司 | 菊井淳美          | 菊井淳美          | 菊井淳美              | 菊井淳美          | 菊井淳美          |
| 1991.4.1          | 1992.3.27 | 岡元昇 宮根誠司 | 岡元昇 宮根誠司 | 岡元昇 宮根誠司     | 岡元昇 宮根誠司 | 岡元昇 宮根誠司 | 小川恵理子        | 小川恵理子        | 小川恵理子            | 小川恵理子        | 小川恵理子        |
| 1992.3.30         | 1993.3.26 | 岡元昇 宮根誠司 | 岡元昇 宮根誠司 | 岡元昇 宮根誠司     | 岡元昇 宮根誠司 | 岡元昇 宮根誠司 | 角田華子          | 角田華子          | 角田華子              | 角田華子          | 角田華子          |
| 1993.3.29         | 1994.4.1  | 岡元昇 宮根誠司 | 岡元昇 宮根誠司 | 岡元昇 宮根誠司     | 岡元昇 宮根誠司 | 岡元昇 宮根誠司 | 南亜矢子          | 南亜矢子          | 南亜矢子              | 南亜矢子          | 南亜矢子          |
| 1994.4.4          | 1995.3.31 | 宮根誠司        | 宮根誠司        | 宮根誠司            | 宮根誠司        | 宮根誠司        | ギラ・ジルカ      | 山本いつこ        | 宮川朋子              | 川口寿            | 青山哩彩          |
| 1995.4.3          | 1996.3.29 | 宮根誠司        | 宮根誠司        | 宮根誠司            | 宮根誠司        | 宮根誠司        | 高田ゆき          | 山本いつこ        | 小林万希子            | 前田由紀子        | 青山哩彩          |
| 1996.4.1          | 1998.3.27 | 宮根誠司        | 宮根誠司        | 宮根誠司            | 宮根誠司        | 宮根誠司        | 阿部宏美          | 阿部宏美          | 阿部宏美              | 阿部宏美          | 阿部宏美          |
| 1998.3.30         | 2000.3.31 | 宮根誠司        | 宮根誠司        | 宮根誠司            | 宮根誠司        | 宮根誠司        | 藤本志保          | 藤本志保          | 藤本志保              | 藤本志保          | 藤本志保          |
| 2000.4.3          | 2001.3.30 | 宮根誠司        | 宮根誠司        | 宮根誠司            | 宮根誠司        | 宮根誠司        | 和田じゅん        | 和田じゅん        | 和田じゅん            | 和田じゅん        | 和田じゅん        |
| 2001.4.2          | 2004.3.26 | 宮根誠司        | 宮根誠司        | 宮根誠司            | 宮根誠司        | 宮根誠司        | 江崎友基子        | 江崎友基子        | 江崎友基子            | 江崎友基子        | 江崎友基子        |
| 2004.3.29         | 2005.4.1  | 宮根誠司        | 宮根誠司        | 宮根誠司            | 宮根誠司        | 宮根誠司        | 浜田千春          | 浜田千春          | 浜田千春              | 浜田千春          | 浜田千春          |
| 2005.4.4          | 2010.3.26 | 宮根誠司        | 宮根誠司        | 宮根誠司            | 宮根誠司        | 宮根誠司        | 喜多ゆかり        | 喜多ゆかり        | 喜多ゆかり            | 喜多ゆかり        | 喜多ゆかり        |
| 2010.3.29         | 2015.3.27 | 浦川泰幸        | 浦川泰幸        | 浦川泰幸            | 浦川泰幸        | 浦川泰幸        | 喜多ゆかり        | 喜多ゆかり        | 喜多ゆかり            | 喜多ゆかり        | 喜多ゆかり        |
| 2015.3.30         | 2016.9.30 | 岩本計介        | 岩本計介        | 岩本計介            | 岩本計介        | 岩本計介        | 喜多ゆかり        | 喜多ゆかり        | 喜多ゆかり            | 喜多ゆかり        | 喜多ゆかり        |
| 2016.10.3         | 2020.4.10 | 岩本計介        | 岩本計介        | 岩本計介            | 岩本計介        | 岩本計介        | 川添佳穂          | 川添佳穂          | 川添佳穂              | 川添佳穂          | 川添佳穂          |
| 2020.4.13         | 2020.6.12 | 岩本計介        | 岩本計介        | 岩本計介1 川添佳穂1 | 川添佳穂        | 川添佳穂        | 津田理帆          | 津田理帆          | 津田理帆1 藤崎健一郎1 | 藤崎健一郎        | 藤崎健一郎        |
| 2020.6.15         | 2020.10.2 | 岩本計介        | 岩本計介        | 岩本計介            | 岩本計介        | 岩本計介        | 川添佳穂          | 川添佳穂          | 川添佳穂              | 川添佳穂          | 川添佳穂          |
| 2020.10.5         | 2022.9.30 | 岩本計介        | 岩本計介        | 岩本計介            | 岩本計介        | 岩本計介        | 澤田有也佳        | 澤田有也佳        | 澤田有也佳            | 澤田有也佳        | 澤田有也佳        |
| 2022.10.3         | 2023.3.31 | 岩本計介        | 岩本計介        | 岩本計介            | 岩本計介        | 岩本計介        | 小西陸斗 福戸あや | 小西陸斗 福戸あや | 小西陸斗 福戸あや     | 小西陸斗 福戸あや | 小西陸斗 福戸あや |
| 2023.4.3          | 2024.8.23 | 岩本計介        | 岩本計介        | 岩本計介            | 岩本計介        | 岩本計介        | 澤田有也佳        | 澤田有也佳        | 澤田有也佳            | 澤田有也佳        | 澤田有也佳        |
| 2024.8.26         | 2025.2.28 | 岩本計介        | 岩本計介        | 岩本計介            | 岩本計介        | 澤田有也佳      | 澤田有也佳        | 澤田有也佳        | 小西陸斗              | 澤田有也佳        | 小西陸斗          |
| 2025.3.3          | 2025.5.1  | 岩本計介        | 岩本計介        | 岩本計介            | 岩本計介        | 澤田有也佳      | 福戸あや          | 小西陸斗          | 小西陸斗              | 福戸あや          | 岩本計介          |
| 2025.5.8          | 2025.5.30 | 岩本計介        | 岩本計介        | 岩本計介            | 岩本計介        | 澤田有也佳      | 福戸あや          | 小西陸斗          | 小西陸斗              | 小櫃裕太郎        | 岩本計介          |
| 2025.6.2          | 2025.6.27 | 岩本計介        | 岩本計介        | 岩本計介            | 岩本計介        | 岩本計介        | 福戸あや          | 小西陸斗          | 小西陸斗              | 小櫃裕太郎        | 小櫃裕太郎        |
| 2025.6.30         | 現在      | 岩本計介        | 岩本計介        | 岩本計介            | 岩本計介        | 岩本計介        | 福戸あや          | 小西陸斗          | 小西陸斗              | 福戸あや          | 小櫃裕太郎        |
| - １ 隔週で担当。 |           |                 |                 |                     |                 |                 |                   |                   |                       |                   |                   |

|           |           | サブアナウンサー・スポーツキャスター | サブアナウンサー・スポーツキャスター | サブアナウンサー・スポーツキャスター | サブアナウンサー・スポーツキャスター | サブアナウンサー・スポーツキャスター |
| 月        | 火        | 水                                   | 木                                   | 金                                   |                                      |                                      |
| --------- | --------- | ------------------------------------ | ------------------------------------ | ------------------------------------ | ------------------------------------ | ------------------------------------ |
| 2020.10.5 | 2021.4.2  | 北條瑛祐                             | 北條瑛祐                             | 佐藤修平                             | 大野雄一郎                           | 大野雄一郎                           |
| 2021.4.5  | 2022.7.15 | 北條瑛祐                             | 北條瑛祐                             | 大野雄一郎                           | 大野雄一郎                           | 大野雄一郎                           |
| 2022.7.18 | 2023.9.1  | 北條瑛祐                             | 大野雄一郎                           | 大野雄一郎                           | 平野康太郎                           | 平野康太郎                           |
| 2023.9.4  | 2024.3.29 | 北條瑛祐                             | 小櫃裕太郎                           | 小櫃裕太郎                           | 平野康太郎                           | 平野康太郎                           |
| 2024.4.1  | 2024.8.23 | 小櫃裕太郎                           | 小櫃裕太郎                           | 小櫃裕太郎                           | 小櫃裕太郎                           | 小櫃裕太郎                           |
| 2024.8.26 | 2025.2.28 | 大石紗椰                             | 小櫃裕太郎                           | 大石紗椰                             | 大石紗椰                             | （不在）                             |
| 2025.3.3  | 2025.5.1  | 小西陸斗                             | 福戸あや                             | 大石紗椰                             | 小櫃裕太郎                           | （不在）                             |
| 2025.5.8  | 2025.6.27 | 小西陸斗                             | 福戸あや                             | 大石紗椰                             | 福戸あや                             | （不在）                             |
| 2025.6.30 | 現在      | 新貝まゆ                             | 新貝まゆ                             | 新貝まゆ                             | 新貝まゆ                             | 大石紗椰                             |

#### 曜日コメンテーター
- 野々村真：火曜日→木曜日→月曜日（1999年4月6日 - 2020年9月28日）
  - 『世界・ふしぎ発見!』（TBSテレビ制作、関西地方では毎日放送で同時ネット）で共演していた[注 59]板東英二（火曜日コメンテーター）が自身の不祥事で出演を自粛した（後述）関係で、2013年1月からは同年3月まで月曜コメンテーターとの兼務扱いで、たむらけんじと交替で火曜にも出演していた。
  - 2014年4月以降の月曜日には、当番組の本番終了約4時間後に生放送の『バイキング』（フジテレビ制作、関西地区は関西テレビで放送。MCは坂上忍・ブラックマヨネーズ）にも、スタジオレギュラーとして出演。そのため、当番組の本番終了後に、東海道新幹線経由[58]で東京のフジテレビスタジオへ直行していた。
    - 2014年10月6日には、台風18号の影響で大阪から東京へ移動できなかったため、『バイキング』の休演を余儀なくされた[59]。西日本一帯が雪に見舞われた2016年1月25日には、東海道新幹線の運行ダイヤが通常より2時間遅れた影響で、『バイキング』の本番終了直前にスタジオへ到着。エンディングで翌日の予告映像を放送中に、ワイプ画面越しながら辛うじて出演した[58]。

  - 当番組には21年半にわたってレギュラーで出演。エンディング間際に披露するマジックも名物だったが、2部構成化を機に、2020年9月28日放送分で卒業した[60]。
- サンプラザ中野くん：火曜日（出演期間中の名義は「サンプラザ中野」）
  - 2003年4月から2年間出演。幼少期からの阪神ファンであることを公言している縁で、同球団がセントラル・リーグで18年振りに優勝した2003年には、当番組の企画で応援歌『We Love 阪神タイガース! 〜生まれたときから虎だった〜』（「サンプラザ中野& ハッピーモーニング」名義で8月20日にSME RecordsからCDリリース）の作詞・作曲を手掛けた[61]。
- 稲川淳二：水曜日
- 石田靖：火曜日→木曜日→火曜日→月曜日
- 長江健次：木曜日
- 乃木涼介：火曜日
- 山田雅人：土曜日→月曜日
- 小山乃里子：火曜日
- モト冬樹：火曜日
- ダニエル・カール：水曜日
- 板東英二：木曜日→火曜日
  - 2003年4月から出演。2011年4月からは、当番組と同じ時間帯に名古屋テレビ→メ〜テレが東海ローカルで放送中の『ドデスカ!』でも、毎週月曜日にコメンテーターを務めていた。しかし、2012年12月に自身の所得隠し問題・所得税の申告漏れが発覚したため、2013年1月から当面の間は両番組とも出演を見合わせていたが[62]、正式に降板が決まった[63]。
- 中野裕太：木曜日（2010年4月1日 - 2013年3月28日）
  - 初出演は24歳174日で、福本がコメンテーターに就任するまでは、コメンテーター陣の最年少記録であった。
- 小澤亮太：火曜日（2013年4月2日 - 2014年3月25日）
  - レギュラー加入前の2013年3月29日にゲストで出演。トレンドエクスプレスでは、「ゴーカイ亮太 派手に行きます!」という冠企画のリポーターを兼務していた。
- 石田純一：水曜日（2010年4月7日 - 2019年3月27日）
  - 2013年4月から9月までは、『やじうまテレビ!』でも金曜日にコメンテーターを担当していた[注 60]。
  - 2016年7月には、東京都知事選挙（31日投・開票）へ野党統一候補として出馬することを模索。出馬する場合には、公職選挙法などとの兼ね合いで、当番組を含む全ての番組・CMからの降板を予定していた。告示直前の同月11日に出馬の辞退を発表したものの、当番組では国政関連のニュース・話題を扱うこともあることから、27日放送分まで出演を見合わせていた[64]。なお、休演期間中は、火曜日担当のたむらが代役を務めていた。
  - 2017年3月28日は、妻・東尾理子が第3子出産間近のため欠席。火曜日担当のたむらが代役を務めた。
  - 前述した休演期間をはさんで、10年間にわたってコメンテーターを務めてきたが、2019年3月27日放送分への出演を最後に卒業した。
- 東貴博：木曜日（2013年4月4日 - 2020年10月1日）
  - 在阪局制作の番組に、初めてレギュラー出演[65]。オープニングでは、通称の「東MAX（アズマックス）さん」と紹介されていた[注 61]。2020年10月からの2部化に伴って、同月1日放送分で卒業。
- 山根久美子（朝日新聞大阪本社記者、2020年10月5日 - 2022年3月28日）
- 井上公造：金曜日（芸能リポーター、1996年4月5日 - 2022年3月25日）[注 62]
  - 曜日別コメンテーター制度開始当初からただ1人、25年間にわたってレギュラー出演を継続。2004年10月以降の金曜日には、当番組の本番終了後（夕方）に朝日放送テレビで放送されていた報道・情報番組（『ムーブ!』→『NEWSゆう+』→『キャスト』）にも出演していた。自身の意向から、当番組を含めたレギュラー番組を2022年3月で一斉に降板。
- たむらけんじ：金曜日（2007年4月6日 - 2014年3月28日／2022年4月8日 - 2023年5月5日）・火曜日（2014年4月1日 - 2022年3月29日）
  - 2007年3月まではリポーターの1人であったが、同月までスタジオに出演していた柴田博（朝日放送テレビアナウンサー）の後任扱いでレギュラーコメンテーターに異動。2013年1月からは同年3月までは、火曜コメンテーターの板東が前述した不祥事で出演を自粛した関係で、月曜コメンテーター（肩書はいずれも当時）の野々村と隔週交代で火曜日にも出演していた。
  - 2022年4月8日より出演曜日を金曜日に戻していたが、2023年5月から活動の拠点をアメリカ合衆国へ移すことに伴って、当番組を同年5月5日に卒業。
- 机美鈴：火曜日第1部（2022年4月5日 - 2023年8月）
- 福本大晴：月曜日第2部（2020年10月5日 - 2023年12月18日）
  - 出演期間中はAぇ! groupと関西ジャニーズJr. →関西ジュニアのメンバーで、ジャニーズ事務所→SMILE-UP.に所属。出演開始の時点では大阪市立大学の3年生で、大阪公立大学へ改組後の2022年3月に卒業した。
  - 当番組で初めて、現役の大学生からレギュラーコメンテーターに起用。 初出演時点での年齢は20歳354日で、コメンテーター陣の最年少記録を更新していたが、2023年には「体調不良」を理由に月曜日の年内最終放送（12月25日）への出演を見合わせていた。これに対して、SMILE-UP.は福本とのマネジメント契約を同月30日付で解除。そのうえで、本人が社内のコンプライアンスポリシーに違反していたことを初めて公表した。解除に至るまでの経緯までは明らかにされていないが、当番組では「一連の事態を重く受け止めた」とのことで、2024年1月15日（月曜日）に福本の降板を正式に発表した[66]。
- 堀江政生○：月曜日第1部（2020年10月5日 - 2024年3月25日）

#### その他レギュラー
- 山田浩：初代ニュース解説担当、朝日放送解説委員（当時）
- 桂べかこ：初代突撃バーゲンダー（第1回放送から出演）
- ミス花子：2代目突撃バーゲンダー
- タージン：3代目突撃バーゲンダー。卒業後に『おはよう朝日 1万回です』でバーゲンダーとして復活した。
- 桂楽珍：突撃バーゲンダー
- 桂む雀：突撃バーゲンダー
- 大阪キッズ：突撃バーゲンダー
- 亀井一成（出演当時は神戸市立王子動物園学芸員）：王子動物園の動物等を紹介していたコーナー「動物園からおはようさん」担当
- 桂きん太郎：「きん太郎のおはよう便」担当 （土曜日レギュラーも担当）
- 竹井輝彦：「テルくんのがんばれ先生!」担当。
- 笑福亭銀瓶：「銀ちゃんのガンバレ先生!」担当
- 富井千雅：「突撃!千雅のスクールパラダイス」担当
- 東ちづる：関西での活動時期（当時松竹芸能所属）に準レギュラーとして出演
- 高橋キヨシ：「サバの女王」のヒットで知られるラテン歌手で、1988年から8年間放送されたコーナー「思い出招待席」へレギュラー出演。[67]
- 金子哲雄（2011年2月8日 - 2012年7月11日）：月1回火曜（2012年6・7月は水曜）レギュラー・「金子deシリーズ」を担当。2012年10月2日逝去。
- IKKO（2009年 - 2013年3月20日）：火曜日不定期レギュラー・「IKKOの極上のオンナ磨き」→「IKKO流」担当。
- NMB48（2011年3月22日 - 2013年3月26日、山田菜々以外にも週替わりで2名のメンバーが出演）：火曜日レギュラー・「NMB48の課外授業」→「NMB48のティーンズ白書」担当。2013年4月以降は、山田のみレギュラー出演を継続。
- 山田菜々（当時NMB48）：火曜日レギュラー「NMB48の課外授業」担当（2011年3月22日 - 2012年3月27日）→火曜日レギュラー「NMB48のティーンズ白書」担当（2012年4月3日 - 2013年3月26日）→最終火曜日レギュラー「NMB48山田菜々の美神革命（ビューティーレボリューション）」担当（2013年4月30日 - 2014年3月25日）
  - 「NMB48の課外授業」「NMB48のティーンズ白書」では、『朝日新聞』大阪本社発行分関西版夕刊と連動していた関係で、放送当日（または前日）の同紙関西版夕刊3面に同名の記事を連載。
- 飯星景子：木曜日（2012年4月5日 - 2013年3月28日）→火曜日（2013年4月2日 - 2014年9月30日）
  - 肩書きはサブコメンテーターだが、曜日コメンテーターの中野裕太→小澤亮太→たむらけんじをサポートする形で発言する機会が多かった。
- 鰻和弘（銀シャリ、12代目M-1グランプリ王者）：金曜日（2014年4月4日 - 2017年3月31日）
- 亜生（ミキ）：金曜日（2017年4月7日 -　2019年3月29日）
- 谷口真由美：木曜日サブコメンテーター（2015年4月2日 - 2020年3月26日）
  - 実父が近鉄ラグビー部で選手・コーチを歴任したことなどを背景に、出演期間中の2019年6月から日本ラグビーフットボール協会の理事に就任。2020年1月から新リーグ法人準備室長を兼務するなど、協会関連の職務で多忙を極めるようになったため、当番組を含むメディアでの活動を同年3月で一斉に終了した。
  - 2021年6月の理事任期満了を機にメディアでの活動を再開しているが、当番組には復帰しておらず、2023年には「アップデートおおさか」（政治団体）からの推薦を受けて4月9日執行の大阪府知事選挙へ出馬（結果は次点）。
- 中西正男：月 - 木曜日芸能コメンテーター（KOZOクリエイターズ所属の芸能ジャーナリスト、2012年10月 - 2020年10月1日）
  - 元「デイリースポーツ」芸能担当記者で、金曜日には、所属事務所の代表でもある井上が芸能コメンテーターを兼務（中西の降板後も出演を継続）。降板後は、2020年10月から毎週木曜日に『ウラのウラまで浦川です』（平日版司会経験者の浦川がパーソナリティを務める朝日放送ラジオの生ワイド番組）で浦川のパートナーを務める一方で、2022年10月以降の火曜日には裏番組へ週替わりで出演。
- 洲崎貴郁（ラニーノーズ）◎：金曜日（2019年4月5日 - 2022年4月1日）→木曜日（2022年4月7日 - 2023年3月30日）[68]サブコメンテーター（2020年10月9日からは第2部にのみ出演）
  - 2020年10月2日放送分までのエンディングでは、「今週の洲崎ノオト♪」と称して、十八番であるギターの生演奏で歌いながら、近況報告のネタを披露していた。
  - 金曜日のサブコメンテーター時代は、当時のメインコメンテーターだった井上公造が休演する日に井上の役割を代行。岩本が年次休暇を取得していた2020年2月17日 - 21日には、岩本の代理として全編の司会を任されていた[注 63]。
  - 2020年7月31日放送分への出演後に新型コロナウイルスへの感染が確認されたため、PCR検査で陰性が完全に確認されるまでは出演を見合わせていたが、8月21日放送分より復帰[69]。
- 山岸久朗（弁護士）◎：月曜日（2015年4月6日 - 2024年3月25日）→水曜日（2024年4月1日 - 2025年3月26日）　サブコメンテーター（2020年10月5日からは第2部にのみ出演）
- 荒川（エルフ）：金曜日（2023年4月7日 - 2025年3月28日）

#### ニュースコーナー
- 西野義和●
- 村田好夫●
- 阿部成寿●
- 島田大●（2001年4月 - 2017年6月30日）
- 柴田博◎（2017年7月3日 - 2018年3月30日、月曜日・火曜日・金曜日）※宮根時代は平日版のレギュラーで、途中からは土曜版の司会と兼務していた。
- 藤崎健一郎◎（2017年7月5日 - 2020年10月1日、水曜日・木曜日→月 - 木曜日）
- 橋詰優子◎（2018年4月6日 - 2020年10月2日、金曜日）※同年10月5日以降は当番組内の「ママリのえがおのたね」のナレーションを担当

#### スポーツコーナー
- 花井悠：スポーツコーナー「スポーツ&悠」担当
- 小川亨
- 山本和行
- 林百合佳（1994年-1995年　後にフジテレビのF1ピットレポーターに）
- 西本忠成（出演当時は『日刊スポーツ』記者、通称「ニシヒゲさん」）
- 栗橋茂
- 岡本伊三美
- 中西清起（1997年 - 2003年、阪神タイガースの投手コーチを経て、2016年から朝日放送の野球解説者に復帰）
- 服部祐兒（元・前頭藤ノ川、大相撲の本場所開催時のみ出演）[注 64]
- 木戸克彦（2008年 - 2011年、現在は阪神タイガース球団本部付次長）
- 真弓明信（2009年 - 2011年阪神タイガース監督、一時期土曜版のコメンテーターも担当）
- 佐々木修（2009年のみオリックス・バファローズ投手コーチ）
- 矢野燿大（2011年 - 2015年、阪神タイガース一軍前監督）[注 65]
- 中田良弘（2010年 - 2020年9月29日）[注 66]
- 湯舟敏郎（2004年1月 - 2020年10月2日）[注 67]
- 佐藤修平（朝日放送テレビアナウンサー、2018年6月27日 - 2021年3月31日、スポーツキャスターとしては2020年10月7日から水曜日を担当）
  - 2018年4月に朝日放送テレビへ入社。研修終了直後の同年6月27日から2019年3月27日までは「人気mono サキヨミEnter!」水曜分、2019年4月5日から2020年10月2日までは「アナの目ピックアップ」金曜分のキャスターを担当していた。2019年からは、スポーツアナウンサーとしても活動。後輩アナウンサーの鷲尾が朝日放送テレビへの入社5日目で第1部のアシスタントに起用されるまでは、朝日放送時代を含めて、入社から最も早く当番組へのレギュラー出演を始めていた。スポーツアナウンサーの活動と並行しながら、2021年4月改編から『キャスト』水 - 金曜日のサブキャスターを担当することに伴って降板。
- 大野雄一郎（朝日放送テレビアナウンサー、2020年10月8日 - 2023年8月30日、出演期間中の肩書は「サブアナウンサー」）
  - 2020年に朝日放送テレビへ入社。当番組がテレビでは初めてのレギュラー番組で、木・金曜日（2021年3月まで）→水 - 金曜日（2021年4月 - 2022年7月15日）→火・水曜日（2022年7月19日以降）にスポーツコーナーなどを担当していた。2021年からスポーツアナウンサーとしても活動していることに加えて、『newsおかえり』で2023年9月から月曜日と（鷲尾と交代で）隔週金曜日にフィールドキャスターを務めることを背景に卒業。

#### 「人気mono サキヨミEnter!」→「アナの目ピックアップ」キャスター
2019年3月まで放送されていた「人気mono サキヨミEnter!」では「サキヨミキャスター」、同年4月から2020年10月まで放送されていた「アナの目ピックアップ」では「アナの目キャスター」という肩書を用いた。また、出演日には、「スポーツ&スポーツ」「芸能Now!」のナレーターも兼務。ただし、新型コロナウイルス感染拡大への対応策として出演・制作陣に2班体制を導入していた期間（2020年4月15日以降の放送分）には、コーナー自体を休止。
| 期間                                          | 期間                                          | 月                                                                | 火                                                                | 水                                                                | 木                                                                | 金                                                                |
| 「人気mono サキヨミEnter!」サキヨミキャスター | 「人気mono サキヨミEnter!」サキヨミキャスター | 「人気mono サキヨミEnter!」サキヨミキャスター                     | 「人気mono サキヨミEnter!」サキヨミキャスター                     | 「人気mono サキヨミEnter!」サキヨミキャスター                     | 「人気mono サキヨミEnter!」サキヨミキャスター                     | 「人気mono サキヨミEnter!」サキヨミキャスター                     |
| --------------------------------------------- | --------------------------------------------- | ----------------------------------------------------------------- | ----------------------------------------------------------------- | ----------------------------------------------------------------- | ----------------------------------------------------------------- | ----------------------------------------------------------------- |
| 2013.4.1                                      | 2013.10.25                                    | 角野友紀●                                                         | 角野友紀●                                                         | 田中朝子                                                          | 古川昌希◎                                                         | 北村真平◎                                                         |
| 2013.10.28                                    | 2013.12.27                                    | 角野友紀●                                                         | 角野友紀●                                                         | 田中朝子                                                          | 大野聡美●                                                         | 北村真平◎                                                         |
| 2014.1.6                                      | 2014.9.26                                     | 角野友紀●                                                         | 角野友紀●                                                         | 大野聡美●                                                         | 大野聡美●                                                         | 北村真平◎                                                         |
| 2014.9.29                                     | 2015.1.29                                     | 角野友紀●                                                         | 大野聡美●                                                         | ヒロド歩美◎                                                       | 川添佳穂●                                                         | 北村真平◎                                                         |
| 2015.2.2                                      | 2015.3.20                                     | 北村真平◎                                                         | 大野聡美●                                                         | ヒロド歩美◎                                                       | 川添佳穂●                                                         | 北村真平◎                                                         |
| 2015.3.23                                     | 2015.3.27                                     | 北村真平◎                                                         | ヒロド歩美◎                                                       | ヒロド歩美◎                                                       | 川添佳穂●                                                         | 北村真平◎                                                         |
| 2015.3.30                                     | 2015.10.2                                     | 北村真平◎                                                         | ヒロド歩美◎                                                       | 大野聡美●                                                         | 大野聡美●                                                         | 北村真平◎                                                         |
| 2015.10.5                                     | 2016.9.23                                     | 福井治人◎                                                         | ヒロド歩美◎                                                       | 大野聡美●                                                         | 大野聡美●                                                         | 北村真平◎                                                         |
| 2016.9.26                                     | 2017.9.29                                     | 福井治人◎                                                         | ヒロド歩美◎                                                       | 大野聡美●                                                         | 小西陸斗◎                                                         | 北村真平◎                                                         |
| 2017.10.2                                     | 2018.3.30                                     | 津田理帆◎                                                         | 津田理帆◎                                                         | 大野聡美●                                                         | 小西陸斗◎                                                         | 北村真平◎                                                         |
| 2018.4.2                                      | 2018.6.5                                      | 津田理帆◎                                                         | 津田理帆◎                                                         | 大野聡美●                                                         | 澤田有也佳◎                                                       | 小西陸斗◎                                                         |
| 2018.6.6                                      | 2018.6.20                                     | （2018 FIFAワールドカップ開催期間中の特別編成によるコーナー休止） | （2018 FIFAワールドカップ開催期間中の特別編成によるコーナー休止） | （2018 FIFAワールドカップ開催期間中の特別編成によるコーナー休止） | （2018 FIFAワールドカップ開催期間中の特別編成によるコーナー休止） | （2018 FIFAワールドカップ開催期間中の特別編成によるコーナー休止） |
| 2018.6.21                                     | 2019.3.29                                     | 津田理帆◎                                                         | 津田理帆◎                                                         | 佐藤修平◎                                                         | 澤田有也佳◎                                                       | 小西陸斗◎                                                         |
| 「アナの目ピックアップ」アナの目キャスター    |                                               |                                                                   |                                                                   |                                                                   |                                                                   |                                                                   |
| 2019.4.1                                      | 2019.9.27                                     | 津田理帆◎                                                         | 津田理帆◎                                                         | 津田理帆◎                                                         | 澤田有也佳◎                                                       | 佐藤修平◎                                                         |
| 2019.9.30                                     | 2020.10.2                                     | 津田理帆◎                                                         | 津田理帆◎                                                         | 増田紗織◎                                                         | 澤田有也佳◎                                                       | 佐藤修平◎                                                         |

#### リポーター
- 玉井孝●
- 鳥居睦子（関西大学への在学中に出演）
- 番ことみ
- 和泉奈保
- 森ちえみ（卒業後に"もりちえみ"の芸名で東京へ進出、現在は芸能界を引退）
- 滝口ミラ
- 藤下佳乃子
- 八代じゅん
- 安田美沙子（2003年4月 - 2004年3月、出演当時からグラビアアイドルとして活動、卒業を機に東京へ本格進出）
- 石井寛子（卒業後に東京へ進出、現在は「アプリソムリエ」としての活動を展開中）
- 牧野晴歌
- 林マオ （大阪府立大学への在学中に出演。現在は読売テレビアナウンサー）
- 中村麻子
- 下鳥ゆかり
- 武村陽子（甲南女子大学への在学中に出演。卒業後に読売テレビ『ニューススクランブル』などでリポーターを担当）
- 羽谷直子●（卒業から数年後に番組宣伝部へ異動。朝日放送ラジオ編成部を経て、現在は朝日放送ラジオ営業部員）
- 鳥木千鶴●
- 大浦理子（武庫川女子大学への在学中に出演）
- 宮本聖子
- 三木瞳
- 能勢ありさ
- 小林由佳（卒業後は、大阪府の堺市議会議員を7年近く務めた一方で、在職中に大阪府議会議員→大阪府河内長野市長の西野修平と結婚。議員就任前の2008年5月22日に、「今朝のクローズアップ・韓国ディープツアー特集」へ出演していた）
- 金ヶ江悦子（2008年10月2日で卒業）
- サバンナ
- 横山たかし（通称「大金持ちのお坊ちゃま」）
- U.K.（当番組では宮根の意向で「コマ梅田」とも表記）
- Lei
- 古藤ロレナ
- 伊藤みく（2007年11月2日、アシスタント代理）
- 飯田恭子
- 加藤ゆみ
- 月亭八光
- 内藤悠一
- 上田康人
- 行部宗一（和歌山市出身の元・四国放送アナウンサー、同局からの退社で関西に戻った2004年から一時出演）
- 楳崎静香
- 菊浦啓子（2009年11月26日に卒業）
- 藤井麻貴（2010年3月24日に卒業）
- 実はる那（2010年3月25日に卒業）
- 川原田樹（2010年12月2日に卒業）
- ジャルジャル（隔週木曜「ジャルジャルクエスト」・2008年10月9日 - 2010年12月23日）
- 中岡優介（2011年3月4日に卒業）
- テンダラー（2011年3月21日に卒業）
- 塚本麻里衣◎（2011年4月7日 - 7月13日[注 91]）
- 横山太一◎（2011年1月28日 - 9月30日[注 92]）
- 中鶴間トモハル（2010年4月26日 - 10月20日）
- 川村伸彦（2011年4月8日 - 2012年1月12日）
- 御守シュウ（2011年4月5日 - 2012年2月13日）
- 朝宮真由（2012年3月28日に卒業）
- 丹波大樹（2012年4月26日 - 2012年10月25日）
- さらば青春の光（2012年6月18日 - 2012年12月26日）
- 未来弥（2012年4月13日 - 2013年3月9日）
- インソク（SHU-I、隔週月曜「チェック・ザ・ブランニュー」・2012年1月16日 - 2013年3月18日）
- 浅本美加（2011年4月4日 - 2013年3月22日）
- ウーマンラッシュアワー（木曜「ウーマンラッシュアワーのいただきますっ!」・2011年4月7日 - 2013年3月28日）
- 中村和可奈（2012年5月2日 - 2013年4月24日、武庫川女子大学への在学中に出演。現在は読売テレビ報道記者）
- 鈴木ひろし（2013年5月1日 - 2013年5月23日）
- 森はるか（「人気monoサキヨミEnter!」、2013年4月5日 - 10月28日）[注 58]
- 萬井真代（出演開始時期不詳 - 2013年10月31日）
- 廣田美怜（「人気monoサキヨミEnter!」、2013年4月2日 - 2014年5月15日）[注 58]
- 藤井たか子（2011年4月6日 - 2014年12月17日）
- 福原歩（「人気monoサキヨミEnter!」、2013年4月3日 - 2014年12月26日）[注 58][注 93][注 94]
- 赤堀さちお（「人気monoサキヨミEnter!」、2013年4月11日 - 2015年6月2日）[注 58][注 93]
- 永井礼佳（「人気monoサキヨミEnter!」、2013年11月19日 - 2016年1月29日）[注 93]
- 相沢美紗樹（「人気monoサキヨミEnter!」、2015年4月10日 - 2016年3月24日）[注 95][注 93]
- 山崎好美（2009年10月5日 - 2016年9月22日）[注 96]
- 星璃（Patch、2016年4月6日 - 2017年7月27日、2019年10月22日には出演舞台・Patch stage vol.13『カーニバル！×13』の告知でエンディングに出演）
- 南羽真里（2016年5月3日 - 2017年8月1日）
- 椎葉琴香（元DRAGON GATE所属プロレスラー、2010年4月5日 - 2017年8月10日）
- 藤村えみり（2009年3月12日 - 2018年4月17日）
- 小林さり（「人気monoサキヨミEnter!」、2013年4月4日 - 2018年3月26日）[注 58][注 93]
- 御秒奈々（2007年2月19日 - 2018年11月14日）
- 國嶋絢香（2016年4月4日 - 2020年1月9日）
- クマガイタツロウ（2007年 - 2020年8月18日）
- おちあやこ（出演開始時期不詳 - 2020年8月28日）[注 97]
- 岡山幸樹（2019年1月15日 - 2020年8月31日）[注 52]
- 橋本昌子（出演開始時期不詳 - 2020年9月2日、2010年9月23日にアシスタント代理）
- 佐藤亜沙美（2016年4月8日 - 2020年9月11日）
- たつを（出演開始時期不詳 - 2020年9月15日）
- 加納永美子（2019年1月10日 - 2020年9月17日）[注 52]
- 橋口俊宏（2016年4月13日 - 2020年9月22日）
- 安藤絵里菜（出演開始時期不詳 - 2020年9月24日）
- 仲みゆき（出演開始時期不詳 - 2020年9月29日、2007年11月1日放送分ではアシスタント代理を担当）
- 林穂乃花（2016年4月11日 - 2020年9月29日）
- 阪本智子（2009年1月26日 - 2020年9月30日）
- 星加莉佐（2019年1月8日 - 2020年9月30日）[注 52]
- 入矢麻衣（2012年5月15日 - 2020年10月1日）
- 七井貴行（- 2022年9月）
- 熊谷奈美（2000年4月 - 2022年9月、2007年10月30日・2009年11月6日・2010年9月24日にアシスタント代理）[注 98][注 97]
- 小塚舞子（2009年4月3日 - 2022年9月、2009年11月2日・11月4日・2010年9月22日・2021年1月6日・1月11日・1月20日・1月22日・1月26日・2月2日・2月10日・2月17日・2月22日・2月26日・3月2日・3月4日・3月10日・3月15日・3月23日・4月2日にアシスタント代理）[注 99]
- 田口万莉（2010年4月9日 - 2022年9月、2010年9月20日・2021年1月7日・1月13日・1月21日・1月25日・1月28日・2月5日・2月11日・2月18日・2月19日・2月24日・3月3日・3月11日・3月12日・3月19日・3月25日・3月29日にアシスタント代理）[注 100]
- 英智佳（「人気monoサキヨミEnter!」、2013年4月1日 - 2022年9月）[注 58][注 93]
- 和牛（隔週火曜「くるかモォ〜!ヒット芽ぇかぁ」→「猫の手貸します」→「社長調査隊」→「和牛のモゥ〜勉強!手に職スクール」→「和牛の世界の遊び博覧会」→「こんなところに!?和牛のポツンとうまい店」・2013年4月2日 - 2024年3月）
- 田中良子（2006年4月 - 2024年3月、2007年10月29日・2008年10月6日・2009年11月5日にアシスタント代理）
- 稲富菜穂（「人気monoサキヨミEnter!」、2014年11月14日 - 2024年3月、2021年1月5日・1月12日・1月15日・1月18日・1月27日・2月1日・2月4日・2月9日・2月12日・2月15日・2月25日・3月1日・3月5日・3月9日・3月16日・3月18日・3月26日・3月31日・2022年7月27日・7月28日・7月29日に第1部アシスタント代理）[注 93]

#### 中継リポーター
- 加瀬征弘●（後に朝日放送テレビの初代アナウンス部長などを歴任）
- 保坂和拓●
- 上田慶行●
- 千代隆●

### 土曜版
|               |                | 司会        | アシスタント        |
| ------------- | -------------- | ----------- | ------------------- |
| 1982年1月9日  | 1983年6月25日  | 林伸一郎●   | 黒木瞳 北原遥子     |
| 1983年7月2日  | 1984年6月30日  | 林伸一郎●   | 朝凪鈴 麻木瑞穂     |
| 1984年7月7日  | 1985年6月29日  | 林伸一郎●   | 大輝ゆう 紫とも     |
| 1985年7月6日  | 1986年3月29日  | 林伸一郎●   | 華陽子 朝霧舞       |
| 1986年4月5日  | 1986年6月28日  | 高塚徹彦●   | 華陽子 朝霧舞       |
| 1986年7月5日  | 1987年6月27日  | 高塚徹彦●   | 香寿たつき 朝奈亜弓 |
| 1987年7月4日  | 1988年3月26日  | 高塚徹彦●   | 青山雪菜 五条まい   |
| 1988年4月2日  | 1988年6月25日  | 三代澤康司◎ | 青山雪菜 五条まい   |
| 1988年7月2日  | 1994年3月26日  | 三代澤康司◎ | 渡辺たかね          |
| 1994年4月2日  | 1995年9月30日  | 岡元昇●     | 田中早苗            |
| 1995年10月7日 | 1996年3月30日  | 岡元昇●     | 早川真紀            |
| 1996年4月6日  | 1997年3月29日  | 岡元昇●     | 南かおり            |
| 1997年4月5日  | 1998年3月28日  | 芦沢誠◎     | 南かおり            |
| 1998年4月4日  | 1999年12月25日 | 柴田博◎     | 橋詰優子◎           |
| 2000年1月8日  | 2003年3月29日  | 柴田博◎     | 赤江珠緒●           |
| 2003年4月5日  | 2004年3月27日  | 柴田博◎     | 加藤明子◎           |
| 2004年4月3日  | 2006年4月29日  | 柴田博◎     | 武田和歌子◎         |
| 2006年5月6日  | 2007年3月31日  | 柴田博◎     | 赤江珠緒            |
| 2007年4月7日  | 2010年3月27日  | 高野純一◎   | 武田和歌子          |
| 2010年4月3日  | 2018年3月31日  | 上田剛彦◎   | 八塚彩美●           |
| 2018年4月7日  | 2020年9月26日  | 北村真平◎   | 八塚彩美●           |
| 2020年10月3日 | 2024年10月26日 | 北村真平◎   | 斎藤真美◎           |
| 2024年11月2日 | 現在           | 北村真平◎   | 鷲尾千尋◎           |

#### レギュラー
- 宮川花子
- 南かおり
- オセロ
- 磯部公彦（まるむし商店）
- 大八木淳史（日本ラグビーフットボール協会普及育成委員）
- 堀ちえみ
- ひさうちみちお（イラストレーター）
- ジェフ・バーグランド（京都外国語大学教授）
- 中村翫雀（2001年4月 - 2003年9月）
- 水野麗奈（初代おけいはん、卒業後は毎日放送〈MBSラジオ〉『こんちわコンちゃんお昼ですょ!』金曜日などに出演）
- 稲尾和久
- ランディーズ（2001年4月6日 - 2005年9月24日）
- 植草貞夫●（スポーツコーナー担当）
- 清水次郎●（スポーツコーナー担当）
- 橋詰優子◎
- 中村路子（天気担当、後に『ANNニュース』気象キャスター）
- 秋吉英美（卒業後に朝日放送ラジオ『おはようパーソナリティ道上洋三です』で12年半アシスタントを担当）
- NON STYLE（8代目M-1グランプリ王者、2005年10月1日 - 2007年12月22日）
- 荘愛美（2006年12月23日に卒業）
- 藤原千佳（2008年3月で卒業）
- 佐久間むつみ（2008年3月22日に卒業）
- 露の団姫（2008年1月5日 - 2011年4月2日）
- 辻本茂雄（吉本新喜劇座長、2003年10月4日 - 2011年9月24日[注 102]）
- 川内天子（芸能リポーター、2006年3月31日に卒業）
- 佐々木博之（芸能リポーター、2006年4月7日 - 2012年9月29日）
- 矢口恭平（2011年4月2日 - 2012年9月29日）
- 永島優美（2012年10月6日 - 2013年3月23日、現在はフジテレビアナウンサー）
- 上仁樹（当時Patch、2012年7月14日 - 2013年6月1日）
- 海老澤佳奈（2013年5月11日 - 6月22日）[注 103][注 104]
- 古川昌希◎（リポーター→ニュースキャスター、2011年10月 - 2013年10月）[注 105][注 106]
- ミサイルマン（2008年1月5日 - 2014年3月29日）
- 河島あみる（2009年4月11日 - 2014年3月29日）[注 103][注 107]
- 西村貴好（2014年4月26日 - 2014年8月30日）[注 108]
- いちのせかつみ（2014年4月19日 - 2015年3月7日）[注 108]
- 宮本勝浩（2014年4月12日 - 2015年3月21日）[注 108]
- 住田裕子（2014年4月5日 - 2015年3月28日）[注 108]
- 磯道はるか（2013年5月25日 - 2015年3月28日）[注 103][注 104]
- 平岩康佑●（リポーター→ニュースキャスター→ニュース&スポーツキャスター、2011年10月1日 - 2015年3月28日）
- 檜垣さゆり（2005年 ‐ 2015年9月19日）
- 仲田克也 (2017年6月17日 - 2018年3月24日)
- 桜 稲垣早希（2014年4月5日 - 2018年3月31日[71]）
- 村上隆行（平日版・土曜版→土曜版スポーツコーナー担当、2004年 - 2019年1月26日、現在は中日ドラゴンズ一軍打撃コーチ[72][注 109]）
- 山口実香（2013年4月6日 - 2020年3月14日、2020年7月から産前産後休業[注 110]）[注 103][注 104]
- 中山義紘（Patch、2012年7月14日 - 2020年10月3日）[注 103]
- 松井勇歩（Patch、2012年7月14日 - 2020年10月3日）[注 103]
- 吉田裕一（気象予報士、1998年 - 2021年3月27日）
- 福本豊（土曜版スポーツコーナー担当、2019年2月2日 - 2021年12月4日）
- ジェイス・ブラッドフォード（2017年6月24日 - 2022年6月25日）

### 歴代のエレクトーン演奏者
| 期間          | 期間           | 平日版                                       | 土曜版 祝日版（2023年7月17日 - ） |
| ------------- | -------------- | -------------------------------------------- | --------------------------------- |
| 1979年4月2日  | 1982年3月27日  | 伊地知温子                                   | 伊地知温子                        |
| 1982年3月29日 | 1985年3月30日  | 小豆敬子                                     | 越田美奈子                        |
| 1985年4月1日  | 1986年3月29日  | 高橋生枝                                     | 越田美奈子                        |
| 1986年3月31日 | 1987年3月28日  | 安田美奈子                                   | 越田美奈子                        |
| 1987年3月30日 | 1989年4月1日   | 五十嵐郁美                                   | 岡本節子                          |
| 1989年4月3日  | 1989年9月30日  | 高折由美子                                   | 岡本節子                          |
| 1989年10月2日 | 1990年3月31日  | 山下千尋                                     | 岡本節子                          |
| 1990年4月2日  | 1996年3月30日  | 山下千尋                                     | 青木美沙子                        |
| 1996年4月1日  | 1997年3月29日  | 山下千尋                                     | 本村久美子                        |
| 1997年3月31日 | 2002年3月30日  | 田中さくら                                   | 本村久美子                        |
| 2002年4月1日  | 2004年9月25日  | 谷川知未                                     | 本村久美子                        |
| 2004年9月27日 | 2009年9月26日  | 谷川知未                                     | 伊藤加奈子                        |
| 2009年9月28日 | 2013年9月28日  | 赤﨑夏実                                     | 伊藤加奈子                        |
| 2013年9月30日 | 2024年12月27日 | 赤﨑夏実                                     | 小椋寛子                          |
| 2025年1月6日  | 現在           | 月曜 - 水曜：長沼美衣奈 木曜・金曜：多田憲伸 | 小椋寛子                          |

### 学生時代に当番組へ出演していたアナウンサー・キャスター
- 石崎佳代子（テレビ愛媛→セント・フォース→福岡放送へ所属した後に、フリーアナウンサーとしての活動を福岡で再開）
- 若槻智子（元瀬戸内海放送のフリーアナウンサー、学生時代にリポーター）
- 福元英恵（元フジテレビアナウンサー、福盛和男・東北楽天ゴールデンイーグルス元投手の妻）
- 大浦理子（テレビ金沢アナウンサーを経て、関西地方でフリーアナウンサーとして活動）
- 鳥居睦子（静岡放送アナウンサーを経て、関西地区で主にラジオパーソナリティとして活動）
- 橋詰優子（朝日放送アナウンサー、入社前の学生時代にもリポーターとして出演していた）
- 林マオ（現・読売テレビアナウンサー、出演期間中の平日版司会者だった宮根と2015年3月2日 - 2020年7月31日に『情報ライブ ミヤネ屋』で再び共演）
- 永島優美（現・フジテレビアナウンサー、サッカー解説者・スポーツキャスターで元プロサッカー選手・永島昭浩の長女。2021年まで裏番組『めざましテレビ』の司会を担当。）
- 中村和可奈（現・読売テレビ報道局記者）

## 編成方針

### 高校野球期間中の対応
当番組の初期には、全国高等学校野球選手権大会の期間中に、事前収録の特別版を編成。花井悠の少年野球教室、ゲストによる歌、当日の試合にスポットをあてた「熱闘甲子園」（現在の同名番組とは異なる）を放送していた。
また、以前は1日で4試合を組む場合に、第1試合の開始時間を8:00に定めていた。このため、平日版の開始当初には、放送中に中継を挟むこともあった。しかしその後は、当番組の放送時間を7:45まで縮小。試合が中止になったり、試合開始が遅れたりした場合には、テレビ朝日系全国ネットの後枠番組（『モーニングショー』→『スーパーモーニング』）の開始時間までアニメ番組の再放送で対応していた。ちなみに、宮根が司会を担当した時代には、ほぼ10年にわたってこの時期に視聴者の交歓を目的にした海外旅行が組まれていた。
2006年 - 2007年には、4試合を中継する日に限って、当番組の後枠（8:00 - 8:20）で生放送番組『おはよう朝日・甲子園です』を編成。BS朝日でも同時に放送されたほか、第1試合でテレビ朝日系列局の地元校が出場する場合には、地元局にもネットされた。ABCセンターから社屋を移転した2008年 - 2009年は放送はされていなったが、 2010年は3年ぶりに『おはよう甲子園』として番組が復活。ただし『おは朝』のスタジオは使用せず、甲子園の特設スタジオ（ロイヤルスイート）から伝える。
東日本大震災が発生した2011年以降は、関西地方における節電対策の一環として、3回戦まで第1試合の開始時刻を8:00に設定（ただ、2013年から2018年までは3試合開催日の第1試合の開始時刻が2010年までと同じ9:30に戻されている）。その関係で、4試合開催日は当番組の終了時間を7:55に繰り上げ、全試合が中止の場合は雨傘番組として、7:55 - 8:00に『ABC天気予報』を放送し、正木が当番組のスタジオから近畿地方の天気予報を伝える。

### ゴルフ中継による放送休止
2020年までは毎年6月第3週には『全米オープンゴルフ中継』を、テレビ朝日からの同時ネットで中継。2017年までは毎年7月第2週には『全米女子オープンゴルフ中継』もテレビ朝日からの同時ネットで中継。そのため、当番組では、日本時間で金曜（初日）・土曜（2日目）・月曜（最終日）の放送分を休止する（『やじうまテレビ!』等を含める）。2008と2010年の『全米オープンゴルフ中継』第4日目は、7:00からの中継のため放送を休止した（代替で『おはようコールABC』を7:00まで放送した）。2013年の『全米オープンゴルフ中継』で、第1日目は『おはようコールABC』を休止し、6:25から当番組を通常よりも20分拡大して放送した。第4日目は、同競技最終日のため、『おはようコールABC』『おはよう朝日です』ともに放送を休止した。2015年（7月13日）は『全米女子オープン中継』が7:30で終了したため、レギュラー出演者はそのままで7:30 - 8:00の30分のみ放送した。2017年6月19日・7月17日はゴルフ中継が当初、当番組開始前に終了する予定だったため、当番組は通常放送を予定していた。しかし、ゴルフ中継が予定を大幅に超えて続いたため、当番組は急遽休止となった。

### オリンピック期間中の対応
2010年2月に開催されたバンクーバーオリンピックの期間中には、『バンクーバーオリンピック情報』（テレビ朝日制作）のネット受けを実施した関係で、平日版の放送終了を7:50に繰り上げ。競技を中継した15日と24日には、当番組の放送を休止した。同様の理由で、18日は7:10から、19日は7:20からの短縮放送になった。
以降の各オリンピック期間中、および2021年の東京パラリンピック期間中は、7:20から10分間（東京パラリンピック期間中は5分間）の競技情報コーナー枠（テレビ朝日制作）の同時ネットを実施した。

### FIFAワールドカップ期間中の対応
2010年6月 - 7月に開催されている2010 FIFAワールドカップの期間中には、『2010 FIFAワールドカップ情報』（テレビ朝日制作）のネット受けを実施する関係で、平日版の「ニュースヘッドライン」の開始時間を7:15に繰り下げ。「トレンドエクスプレス」以降の開始時間も繰り下げられて一部時間短縮となり、「おは朝トピックス」からは通常の放送時間に戻る。2018年6月 - 7月に開催された2018 FIFAワールドカップの期間中は、7:50 - 7:55に『速報!!2018 FIFAワールドカップ』（テレビ朝日制作）を当番組内包扱いで同時ネット。このため、「みんなのお天気」の放送時間を通常より数分繰り上げ、「おはトピ!」はコーナー休止となった（大阪府北部地震の影響で番組内容が大幅変更となった6月19日を除く）。また、6月25日は当番組の後続の時間帯（8:00 - 10:25）に予選リーグ・H組「日本×セネガル」の録画中継を放送する関係で、ローカルパートは7:55で終了。その後は『速報!!2018 FIFAワールドカップ』（テレビ朝日制作）をネットした。『2022 FIFAワールドカップ』の期間中は『グッド！ワールドカップ』（テレビ朝日制作）のネット受けを実施する関係で、ローカルパートは7:55で終了している。

## おは朝フラダンス部
2007年1月に「おは朝フラダンス部」を結成してドキュメンタリー形式で放送した。宮根誠司が部長、島田大が部長代理の下、一般女性視聴者から部員を募り、921人の応募があった。選ばれた13人の部員（1人は転勤、1人離脱し、最終的には11人）が半年間に渡っての練習の基、本場ハワイでのフラダンスの大会に参加した。結果は「コンペティション」参加は不合格だったが、2007年7月7日の「エキジビジョン」で「最高の笑顔」で踊った。なお、ドキュメントの内容は2007年の1月から半年間に渡って毎月最終金曜日のトレンドエクスプレスコーナーにて放送された。なお、2007年8月4日に半年間の軌跡を未公開映像を交えた特番「おは朝フラダンス部 日本一目指しちゃいました」が関西ローカルで放送された。ナレーションは竹中直人。

## 虎鷹大決戦 おはよう朝日ですVSアサデス。KBC
2003年以降のプロ野球で、阪神タイガースと福岡ソフトバンクホークスが対戦する際に、当番組（以下『おは朝』と略記）と同じ時間帯に福岡・九州朝日放送（KBC） で放送される情報番組『アサデス。KBC』（以下『アサデス。』と略記）との同時生放送で地元チームの応援合戦を繰り広げる。土曜日は、両チームの対戦が予定されていても、『アサデス。』が放送されないために当企画を実施していない。
当企画では、『おは朝』『アサデス。』とも放送当日の主なレギュラー出演者が顔を揃えたうえで、丁々発止のやり取りを展開している。同時生放送は6:59からの約7分間で、『おは朝』では「スポーツ&スポーツ」の途中に挿入。試合翌日には、それぞれの立場から試合の模様を振り返る。2021年より『アサデス。』の時間に合わせて7:10からの約10分間に変更されている。
福岡ドーム（現・みずほPayPayドーム福岡）でソフトバンク対阪神戦を開催する場合には、『おは朝』のレギュラー出演者（現在は主に岩本・山下）が福岡に乗り込んだうえで、朝日放送の同カード中継（『スーパーベースボール 虎バン主義』）や『アサデス。』にゲストで出演することがある。逆に、阪神甲子園球場で阪神対ソフトバンク戦を開催する場合には、『アサデス。』のレギュラー出演者（主に西田たかのりとKBC野球解説者の藤原満）が来阪。『おは朝』のスタジオにも登場する。
当企画は、両チームの対戦がなかった2004年を除いて、2008年まで毎年実施。2005年以降は日本生命セ・パ交流戦期間中の名物企画になった。2009年から2年間中断したものの、2011年の交流戦期間中に復活。2012年・2013年にも続けられていた。阪神とソフトバンクが日本シリーズで対戦した2014年以降、交流戦期間中を含めて実施されていなかったが、2021年の交流戦期間中に再開された。2022年（福岡開催）は実施されなかったが、2年ぶりに2023年の交流戦期間中に実施された。しかし、2021年と2023年（いずれも甲子園開催）は、『アサデス。』のレギュラー出演者が来阪せず、『おは朝』のスタジオにも登場していない。

### 2003年の対決
プロ野球の日本一を決める日本シリーズ直前から、負けた方が相手チームの応援歌を歌うことを条件に、初めて応援合戦を実施。阪神が3勝4敗で惜敗したため、当番組の火曜メンバー全員が、生放送中にダイエーのハッピ姿で「いざゆけ若鷹軍団」を熱唱した。ちなみに宮根は、2004年春に『アサデス。』がダイエー開幕直前特集を放送した際にも、ダイエーのハッピ姿で「いざゆけ若鷹軍団」のサビを歌った。

### 2005年の対決
プロ野球の交流戦導入を機に、交流戦期間中の相互乗り入れを開始。交流戦でソフトバンクが4勝2敗と勝ち越したため、当番組への罰ゲームとして、アシスタントの喜多が『アサデス。』のAD（アシスタントディレクター）を務める羽目になった。その間の当番組では、喜多の顔写真を貼ったマネキン人形をスタジオに設置。人形には「KBCでご奉公中」と書かれた襷が掛けられていた。

### 2006年の対決
交流戦の直前に、当番組から架空の番組を仕掛けることで『アサデス。』側の動きを偵察。その番組に宮根が女将姿で登場したことから、罰ゲームは、負け越した方の解説者（『おは朝』側は村上隆行、『アサデス。』側は藤原満）が女将姿で解説をすることに決まった。対戦成績は3勝3敗の五分で、結果、村上・藤原共に女将姿での解説を行った。
しかし、この結果に納得が行かなかった『おは朝』側では、半年後の11月に福岡・雁の巣球場（当時ホークス2軍本拠地）で『アサデス。』と番組対抗草野球大会を開催。『アサデス。』側が大差で勝利したことで決着した。この草野球大会は、『アサデス。』のメインキャスターだった近藤鉄太郎の、KBC報道デスク就任による番組送別会として行われている。

### 2007年の対決
『アサデス。』からは、近藤から同番組のメインキャスターを引き継いだ高島宗一郎（現・福岡市長）が初登場。結果は2勝2敗であった。スペシャル企画は、「合計4試合で何本のホームランが出るか」を予想し、的中者の中から抽選で賞品（ABC：神戸産サーロインステーキ／KBC：辛子明太子&ラーメン詰め合わせ）がプレゼントされる「ホームランクイズ」だった。

### 2008年の対決
スペシャル企画は、「両番組の視聴者が今回の交流戦の勝敗を予想する」という内容。的中者の中から抽選で賞品（ABC：ユニバーサル・スタジオ・ジャパンパス付きのホテル近鉄／KBC：大分・湯布院温泉招待券）がプレゼントされる「勝敗クイズ」だった。結果は阪神の3勝1敗で、当番組に軍配が上がった。

### 2011年の対決
『おは朝』の司会が浦川、『アサデス。』の司会が宮本啓丞（いずれも九州出身）に交代してから初めて対決を実施。交流戦で阪神の1勝3敗に終わったため、浦川と喜多が交流戦終了後の生放送で、ソフトバンクのレプリカユニフォームを着て「いざゆけ若鷹軍団」を披露する羽目になった。

### 2012年の対決
相互乗り入れ中継に参加する顔触れは2011年からほぼ変わらないものの、『おは朝』からは濱中、『アサデス。』からはスポーツキャスターの吉田沙織・太田祐輔が初めて登場。最初の放送（5月25日）では、『アサデス。』の西田が、『おは朝』の出演者・視聴者に向けて自らの結婚を発表する一幕もあった。
交流戦の結果は、阪神の2勝1敗1分。阪神が勝利した最終戦翌日（6月12日）の放送では、当番組の出演者に加えて、『アサデス。』の出演者・スタッフやKBC社員が阪神のハッピ姿で「六甲おろし」を合唱する映像が流れた。「タイガース応援団長」の柴田にとって、当企画で「六甲おろし」を歌えたのはこれが初めてである。また、当番組のスタジオに出演していた藤原・西田には罰ゲームを敢行。阪神のハッピを着せられたうえに、当番組のお天気カメラで撮影できる繁華街へ移動して、放送中に辻立ちスタイルで朝の挨拶がてらに当番組を宣伝する羽目になった。

### 2013年の対決
初日（5月17日）・2日目（同月18日）には、『アサデス。』から沖繁義がスポーツキャスターとして登場。最終日の6月4日（火曜日）には、『おは朝』から火曜コメンテーターの小沢が初めて出演した。
罰ゲームについては、勝ち越した球団の放送エリア内の視聴者に対して、負け越した球団の地元局が地元の名産品を（勝ち越した球団の全4試合における総得点と同じ人数分だけ）プレゼント。対戦成績が五分に終わった場合には、ABC・KBCとも、相手局の地元球団が4試合で挙げた総得点と同じ人数の視聴者へのプレゼントとして名産品を提供することになっていた。実際には対戦成績が2勝2敗に終わった（総得点は阪神：15点、ソフトバンク：24点）ため、ABCでは『アサデス。』の視聴者から、抽選で24名に大阪名物・元祖たこ昌のたこ焼きセットを抽選でプレゼント。KBCでは『おは朝』の視聴者から、抽選で15名に博多ラーメンのセットを進呈した。

### 2021年の対決
相互乗り入れ中継に参加する顔触れは、『おは朝』の司会が浦川から岩本と澤田に変わった以外、ほぼ変わらないものの、『おは朝』からは関本賢太郎、『アサデス。』からはスポーツキャスターの岡田理沙（尼崎市出身）が初めて登場。更に1文字違いの岩本と宮本の司会同士の初の直接対決でもある。負け越した球団側の司会が自腹で1万円分の牛肉10名分の視聴者プレゼントする企画。
初日（6月4日）は、応援トークバトル（『アサデス。』から宮本、西田、藤原/『おは朝』から岩本、関本）を実施。最終日の6月7日（月曜日）は、直接対決の結果を踏まえて再び中継を結び、結果はソフトバンクの2勝1敗で、『アサデス。』に軍配が上がった。
罰ゲームについては、直接対決に勝ち越した球団の放送エリア内の視聴者に対して、負け越した球団の地元局の司会が自腹で地元の名産品をプレゼントする企画だったため、『おは朝』の司会岩本の自腹で『アサデス。』の視聴者に神戸牛サーロインステーキ1万円分10名がプレゼントされた。

### 2023年の対決
相互乗り入れ中継に参加する顔触れは、『アサデス。』金曜日の司会（岡田・ジェフ太郎）が変わった以外、ほぼ変わらないものの、『おは朝』からは今成亮太、『アサデス。』からはスポーツ担当キャスターの居内陽平が初めて登場。最終日（6月19日）は、『アサデス。』から岡田と居内が初日（6月16日）に引続き出演（但し、本来であれば16日にはメインMCの宮本啓丞が当番組のスタジオに出演予定かつ最終日(19日)にKBCのスタジオでのトークバトルに出演予定だったが宮本が新型コロナウイルスに感染(宮本本人曰く、大阪に着いてしばらくしてから急に体調不良になり、PCR検査を受けたことにより発覚したものと後にラジオで話している。)、同時に月曜～木曜日のスポーツキラリ担当の松下由依も体調不良（新型コロナウイルスは陰性であった）で休演した為の措置）し、『おは朝』から今成に代わって関本が出演。
初日（6月16日）は、応援トークバトル（『アサデス。』から西田、藤原、岡田/『おは朝』から岩本、今成、澤田）を実施。最終日の6月19日（月曜日）は、直接対決の結果を踏まえて再び中継を結び、結果はソフトバンクの2勝1敗で、『アサデス。』に軍配が上がった。
罰ゲームについては、直接対決に勝ち越した球団の放送エリア内の視聴者に対して、負け越した球団の地元局が地元の名産品をプレゼント。賞品（ABC：神戸牛サーロインステーキ1万円分10名／KBC：日本一の宮崎牛1万円分10名）がプレゼントされる直接対決勝ち越しを懸ける企画だったため、『おは朝』から『アサデス。』の視聴者に神戸牛サーロインステーキ1万円分10名がプレゼントされた。

## 虎ハム決戦 おはよう朝日ですVSイチオシ!モーニング
2013年以降のプロ野球で阪神タイガースが北海道日本ハムファイターズと対戦する場合には、「虎ハム決戦 おはよう朝日ですVSイチオシ!モーニング」（以下「虎ハム大決戦」と略記）と同じ要領で、本番組と同じ時間帯に北海道・北海道テレビ（HTB） で放送される情報番組『イチオシ!モーニング』との同時生放送で地元チームの応援合戦を繰り広げる。同時生放送は6:59からの約7分間で、本番組では「スポーツ&スポーツ」の途中に挿入。

### 2013年の対決
交流戦の阪神対日本ハム2連戦（甲子園球場）から同時生放送を開始。『イチオシ!モーニング』が同じ時間帯に他のANN系列局で放送中の番組とコラボレーション企画を実施するのは、2011年3月28日の番組開始以来初めて。『イチオシ!モーニング』からは、MCの林和人・石沢綾子（いずれもHTBアナウンサー）、スポーツキャスターの高橋麻美（フリーアナウンサー）、コメンテーターの岩本勉（野球解説者、大阪府出身・日本ハムOB）などが登場した。
当企画では、甲子園2連戦での地元チームの総得点を対象に、「虎鷹大決戦」と同様の罰ゲームを設定。結果は阪神の2連勝（総得点9）だったため、HTBでは『おは朝』の視聴者から、抽選で9名に北海道産のアスパラガスを進呈した。ただし、6月13・14日に札幌ドームで日本ハム対阪神2連戦を開催した際には、同時生放送を実施していない。

## 「おはよう朝日です」ファン感謝祭
当番組では、レギュラー陣と視聴者の交流を目的に、「ファン感謝祭」と称するイベントやツアーを不定期で実施している。
- 2004年には、12月19日に当時のABCホールで「おは朝ファン感謝祭」を開催。活動休止中の爆風スランプのボーカル・サンプラザ中野が当時火曜日のコメンテーターを務めていた縁で、爆風スランプの1日限定再結成ライブを実施した。
- 2010年には、同年3月の宮根の番組卒業を前に、放送開始から20年間の感謝の気持ちを込めたツアーイベント「『おはよう朝日です』ファン感謝祭inソウル」を2月26日から2月28日まで韓国・ソウルで開催した。宮根は、お天気キャスターの正木、エレクトーン奏者の赤﨑、リポーターのクマガイ・たつを、クマガイが率いるバンド・ワタナベフラワーのメンバーと共に「宮根誠司とグッドモーニンズ」を結成。宮根のギター演奏でライブを実施した。また、イベントには特別ゲストとして、韓国女優のチェ・ジウ、火曜日不定期レギュラーのIKKO、さらに韓国歌手のZEROが登場した。この模様は3月22日の『宮根誠司最後のおは朝特番!? あとはよろしく浦川くんSP』で放送された。

また一時は、プロ野球シーズン後に開催された大阪近鉄バファローズのファン感謝祭で、当番組との連動企画を実施。当時出演していた宮根や柴田が、120km/hの投球などに挑戦していた。

## テレビの特別番組

### 新社屋完成記念特別番組『くるくる朝日です』
- 2008年5月17日、朝日放送の新社屋完成記念番組として、同局アナウンサーと同局の人気番組に出演しているタレントが新社屋周辺の人気スポットを探訪する特別番組が放送された。当日は、新社屋10階にある「スカイテラス」から生放送を行った。
  - 「中之島エリア／鶴光のDJ天国チーム」 笑福亭鶴光、喜多ゆかり
  - 「堂島エリア／平日・土曜レギュラーチーム」 辻本茂雄、島田大
  - 「福島エリアA／なるみ・八方のごきげんさん!チーム」 なるみ、月亭八方、高野純一
  - 「福島エリアB／ごきげん!ブランニュチーム」 トミーズ雅、小寺右子
- 中継リポートでは、Aスタジオ・楽屋を喜多が、リバーデッキ周辺を清水貴之が担当。
- くるくるクイズでは、ABCセンター（旧社屋）まちがいさがしや、3エリアの中に柴田博が隠れる問題も。

### 『関西から届けよう!笑顔と元気 夏だ!おは朝!!元気スペシャル』
- 阪神・淡路大震災を経験した関西地方や当番組から、東日本大震災（2011年3月11日発生）被災地域の復興を後押しする目的で、同年7月18日（月曜日・海の日）の13:55 - 17:54に生放送。同震災の被災地域が放送エリアに当たるANN系列局の東日本放送 （KHB） と福島放送 （KFB） でも、全編にわたって同時ネットを実施した。
- 平日版・土曜版の合同特別番組でもあったため、平日版司会の浦川・喜多、土曜版司会の八塚（いずれも番組放送時点）が共同で司会を担当。全曜日のスポーツキャスター・辻本以外のコメンテーターに加えて、ニュースキャスターの島田、おき太・めざめ、レギュラー出演者のたむら、IKKO、ウーマンラッシュアワー、山田菜々（NMB48）が大阪のスタジオに集結した。
  - 番組内では、レギュラー放送と同様に、赤﨑・伊藤が生放送の合間にエレクトーンを演奏。ミサイルマンが大阪駅構内からの中継リポーターを務めたほか、ネット局のアナウンサー代表として、内田敦子（出演時点では東日本放送に所属）・猪俣理恵（福島放送）も大阪のスタジオへ出演した。
- 番組では、「関西から笑顔と元気」をテーマに、レギュラー放送のテイストを生かしながら以下の企画を放送した。
  - 「関西で味わえる東北料理のお店」：たむらとウーマンラッシュアワーによるVTRロケ企画。大阪市内で東北地方の地酒・名産品・料理を味わえるスポット3か所を取材した。
  - 「東北お取り寄せグルメ」：Yahoo!ショッピング内の通信販売ページ「東北物産展」との連動企画。島田・内田・猪俣をプレゼンターに、当番組ならではの視点で選んだ特産品を、コメンテーターやレギュラー陣が寸劇風に紹介・試食した。
  - 「おは朝スマイルチャリティーオークション」：当番組のレギュラー陣やその関係者からの出品を基に、放送開始から1週間Yahoo!オークションで実施。番組内では数回にわたって、出品者と出品物を紹介した。なお、経費分を除いたオークションの収益は、義援金として日本赤十字社経由で被災地域へ寄付される。
  - 「節電の夏でも涼しくすごすコツ」：おは朝のリポーター陣によるVTR企画で、生放送中に数回挿入。寸劇を通じて、節電に役立つグッズを紹介した。
  - 「東北の旅」：震災による被害が比較的少なかったにもかかわらず、震災発生後に観光客が大幅に減った秋田・山形両県の観光地を対象に、日本旅行との連動企画としてロケを敢行。板東・野々村・喜多による「秋田・山形B級グルメツアー」と、石田・中野・浦川による「乳頭温泉・蔦温泉を巡るセレブツアー」の模様を放送した。
  - 「すずめ踊り中継」：「（仙台市を中心に定着している）すずめ踊りのルーツが大阪府堺市にある」という言い伝えにちなんだ中継で、ミサイルマンがリポートを担当。被災地域の復興祈願を兼ねて、「堺すずめ踊り連盟」が大阪駅の構内で踊りを披露する模様を紹介した。
  - 「矢野燿大が東北へ行く!」:矢野の東北福祉大学（宮城県仙台市）時代の先輩が、同県気仙沼市の少年野球チームで監督を務める縁で実現したVTRロケ企画。矢野による野球の指導や、中田・村上・野々村を交えての試合を通じて、チームの少年達と交流した模様が放送された。内田もウグイス嬢として試合に参加。土曜版で長らく司会を担当していた武田が、VTRのナレーターを務めた。ちなみに、2014年の第86回選抜高等学校野球大会では、このロケに出演した選手から3人が東陵高等学校（宮城県）の選手としてベンチ登録。そのうち1名は、1回戦の白鷗大学足利高校戦に出場した（結果は初戦敗退）。
  - 「植村花菜が思いを紡ぐ応援ソング『ひまわり』」：兵庫県出身で、阪神・淡路大震災を経験した植村と親交のある井上の発案で実現した企画。事前に視聴者から公募したフレーズや、野々村・板東・石田・中野・たむらが書き下ろした作文を基に、植村が被災者に向けた応援ソング「ひまわり」を作詞・作曲。放送中に、自身の歌唱・演奏を通じて初めて披露した[注 131]。なお植村は、「ひまわり」を披露する前にも、自身の代表曲「トイレの神様」をフルコーラスで歌っている。

### 『おはよう朝日 1万回です』
- 2012年11月10日（土曜日）の14:00 - 16:25に朝日放送のCスタジオから生放送（一部企画のみ事前収録）。平日版・土曜版の合同特別番組でもあったため、平日版司会の浦川・喜多が総合司会、土曜版司会の八塚（いずれも番組放送時点）が企画進行を担当した。また、VTRのナレーターを畑中ふうが務めた。
- スタジオには、平日版の前司会者・宮根がゲストとして登場したほか、各曜日のコメンテーター全員、サブコメンテーターのたむら・飯星、おき太も出演。また、赤﨑・伊藤が生放送の合間にエレクトーンを演奏した。主な企画は以下の通り。
  - お宝映像満載!!おは朝プレイバックQ
    - データ放送およびインターネットを利用した視聴者参加クイズで、上田・八塚が進行を担当。1万回にわたる過去の放送映像から、四者択一式のクイズを6問出題。制限時間内に3問以上正解した視聴者に豪華景品（三菱アウトランダーの最新モデルなど）の応募資格、参加者全員に「おき太」のオリジナル待ち受け画像の無料ダウンロード権が与えられた。ちなみにクイズには、平日版の第1回放送、リポーター時代の宮根、黒木・北原の初出演、「今日も最高やねぇ」、歴代のエレクトーン演奏者全員、「おき太」のプロレス参戦、宮根・林による挑戦企画の映像などが使われていた。

  - 復活 突撃!バーゲンダー
    - 初期の名物企画であった『突撃!バーゲンダー』を、生放送中にうめだ阪急2期棟地下2階の食料品売場で実施。矢野ひろし（やのぱん）がリポーターとして出演するかたわら、かつてのバーゲンダー・タージンが22年振りに値切りへ挑んだ。

  - 出張!てれほんQ
    - 長らく生放送で実施していた『てれほんQ』（前述）を、事前収録のロケ企画として復活。レギュラー出演者を3チーム（石田・シャンプーハット・八塚組、板東・正木・島田・喜多組、井上・飯星・たむら・中野組）に分けたうえで、賞金10万円を獲得できる“パーフェクト”の達成者が現れるまで以下の条件でロケを進めた。なお、ロケ先での参加者の総数は28組で、総額にして約31万円の賞金を獲得。そのうち、“パーフェクト”を達成できたのは2組であった。
      - 「てれほんQ」の基本ルールは、レギュラー放送時と同じ。ただし、難度を上げる目的でボードに「デビルゆかり」を2枚仕組んでいた関係で、7枚目までに「デビルゆかり」を引かなければ“パーフェクト”として挑戦者に10万円を進呈するようになっていた。また、挑戦者が「デビルゆかり」を引かないまま6枚目までにリタイアを宣言した場合には、宣言するまでに獲得の権利を得た金額分の賞金をその場で渡していた。
      - 平日版では2012年10月の放送で、視聴者から最初の出張先（関西地方を通る鉄道の駅）をハガキで募集。その後の放送中に出張先を抽選してから、放送終了後にロケを実施していた（石田・シャンプーハット・八塚組：同月16日＝火曜日、板東・正木・島田・喜多組：同月23日＝火曜日、井上・飯星・たむら・中野組：11月1日＝木曜日）。
      - 上記のレギュラー陣は、参加者の条件（「メガネの似合う美女」「サングラスの似合う男性」「看板娘」）が書かれた複数の札から1枚を引いてから、出張先で参加者を探索。最初の出張先で“パーフェクト”が出ない場合には、次の出張先が書かれた複数の札から1枚を引いたうえで、その場所へ移動していた。ちなみに、板東・正木・島田・喜多組では、2回目の出張先として（鉄道が運行されていない）淡路島へ出向く羽目になった。

  - 宮根・浦川の帰ってきたわがままツアー
    - 宮根が司会を務めた時代の名物ロケ企画「わがままツアー」を、宮根チームと浦川チームによる対決形式で復活[75]。日本旅行とのタイアップ企画「宮根のわがまま 東京おのぼりさんツアー」の収録には平田、阪急交通社とのタイアップ企画「浦川のわがまま 鹿児島まるごと満喫ツアー」の収録には野々村と山崎大輔（阪急交通社）が同行した。なお両ツアーとも、2012年12月に催行を予定しているため、日本旅行・阪急交通社では放送中から電話による参加の受付を始めている。

### その他の主な特別番組
- 2003年9月15日、阪神が優勝した際は23:17から翌朝5:05まで、『祝優勝!タイガース〜今夜は朝までぶっちぎり〜』が放送された。宮根をはじめ、当時の出演陣で番組が構成された。また番組看板のエレクトーンは「六甲おろし」のアレンジバージョンで放送された。
- 2005年には、日曜午後のローカル枠で、2時間にわたって番組25周年記念の特別番組を放送。スタジオでは、100万円相当の食材を入れたラーメンを作ったり、レギュラー陣でダイビングクイズに挑戦したりした。また、『24時間テレビ』（日本テレビ系列、関西地方では読売テレビで放送）のマラソン企画の向こうを張る形で、宮根と柴田による「100kmマラソン」の模様が放送された。
  - 「100kmマラソン」では、平日版の本番直後（8:00）にABCセンターをスタート。宮根と柴田の手首をつないだまま、長岡京（京都府）、奈良、暗峠（大阪府・奈良県境）を経由して、当番組が放送される翌日の8:00までにABCセンターに戻る趣向になっていた。実際には、暗峠越えを含めて120km以上走らされたにもかかわらず、2人とも翌日の生放送で無事にスタジオへ到着した[注 132]。
- 2006年12月30日（土曜日）には、通常放送されている土曜版と『朝だ!生です旅サラダ』に代わって、事前収録の特別番組『おはよう朝日でスペシャル ほんばにもぉ板東です』を8:00 - 9:30に関西ローカルで放送した。
  - 同番組には、木曜コメンテーターの板東英二をはじめ、平日版から宮根、喜多、谷川などが出演。板東の半生を再現したドラマなどを放送した。ちなみに、タイトルの「ほんばにもぉ」は板東の口癖[注 133]である。
  - 板東は2009年3月まで、毎週木曜日の早朝に当番組、午後に『ちちんぷいぷい』（毎日放送の情報番組）の生放送へ出演。2010年4月から、『ちちんぷいぷい』のレギュラーを卒業する2011年9月までの期間にも、両番組に掛け持ちで登場していた。
- 2010年3月22日には『宮根誠司最後のおは朝特番!? あとはよろしく浦川くんスペシャル』を16:50 - 17:50に関西ローカルで放送（事前収録）。3月29日から新しく平日版MCを担当する浦川に、宮根やレギュラー陣が「デパ地下グルメ」や「野球取材」のノウハウを伝授したほか、2月に開催された「おは朝感謝祭inソウル」の模様が放送された。また、「デパ地下グルメ」のリポート伝授では、かつて水曜日のコメンテーターだった稲川淳二がVTRを通じて出演。さらに、サプライズゲストとして登場したはるな愛が、エレクトーンでジングルを演奏した。
- 2019年12月28日（土曜日）には、土曜版の生放送に続いて、年末年始編成で休止していた『旅サラダ』の放送枠（8:00 - 9:30）で『おは朝40周年特別番組　キリマンジャロに挑戦　ほぼノーカット版スペシャル』を関西ローカル向けに放送。当番組のスタジオで別途収録された進行パートには、岩本・正木に加えて、金曜コメンテーターの井上公造や、岩本・正木より2ヶ月前（同年7月）にキリマンジャロへの登頂を成功させた野口健・絵子父娘が出演した。
- 2020年3月21日（土曜日）には、通常の土曜版に加えて、『「おはよう朝日です」40周年記念特別番組 THE挑戦〜みんな第一歩を踏み出そうスペシャル〜』を11:00 - 14:00に放送。当初は朝日放送テレビが万博記念公園（大阪府吹田市）で開催を予定していた「ABC SMILE EXPO 2020」会場からの公開生放送を計画していたが、2020年の初頭から日本国内で新型コロナウイルスへの感染が広がっている影響で同イベントの中止が決まったため、朝日放送グループ本社テレビスタジオからの非公開生放送で対応した。放送中には、平日版のリポーターである小嶋花梨（放送時点ではNMB48のキャプテン）が25kmのミニマラソンに挑戦する模様を、当時は新型コロナウイルスへの感染者がほとんど確認されていなかった沖縄県内から生中継。小嶋が当番組を代表して同月1日（日曜日）に参加する予定だった第40回丹波篠山ABCマラソン大会が前述した影響で中止されたことに伴う企画で、小嶋は放送中に25kmの距離を完走した[76]。

## ラジオの姉妹番組『ほろ酔い朝日です』
「『おは朝』の出演者が夜な夜な集う日本酒バー」という設定で、『おは朝』月曜分の本番終了後に収録していたトーク番組。番組タイトルの「ほろ酔い」は、2018年3月まで日本盛の単独提供番組であったことや、19時台の前半に放送されたことにちなむ。
当番組では、放送開始時点での『おは朝』平日版司会の岩本、平日版アシスタントの喜多、月曜コーナーキャスターの福井が進行を担当。第2回以降の放送では、『おは朝』のレギュラー出演者から1名を週替わりでゲストに迎えたうえで、『おは朝』では伝え切れない話や生放送・ロケ中のエピソードを披露させていた。さらに、放送週の『おは朝』で予定されている主な企画の概要を紹介。エンディングでは、本編で放送されなかった収録音源の一部を、フラッシュ形式で流している。
福井が朝日放送ラジオの番組にレギュラーで出演するのは、2015年4月の朝日放送入社後初めてである。岩本・喜多については、初回のみ揃って出演したが、第2回以降は基本としていずれか1名が交互に登場。喜多は2016年9月26日放送分で降板したため、同年10月3日放送分から川添が出演。福井は2017年9月18日放送分で降板したため、同年10月2日放送分から津田が出演していた。
なお、月曜日の17:55から阪神タイガースのナイトゲームを『ABCフレッシュアップベースボールスペシャル』として中継する場合（主に祝祭日）には、当番組の放送を休止していた。2018年9月24日放送分で終了。

## スタッフ
- チーフプロデューサー：本田幹雄
- プロデューサー：津浪祐一
- ディレクター：木戸崇之[注 136]、大西寿和、熊田容子、永野ひかる、清水淳、上野陽子、津浪祐一、胡智亜希、杉山伊津美、亀井さわこ、飛田佑樹
- 技術：吉岡利晃、田原恒則、金原良之
- 協力：関西東通（旧・大阪東通→東通大阪支社）、アイネックス、ライズ・アップ（旧・東通ライティング）、つむら工芸、ABCリブラ、カガミ、ファンズプロダクション
- 制作：朝日放送テレビ・報道局ニュース情報センター
- 制作・著作：朝日放送

### 過去のスタッフ
◎《ABCスカイスタジオ（番組立ち上げ時）》
- 製作部長：梶本浩
- プロデューサー：十日市啓志（故人、実質的番組企画立案者。放送作家疋田哲夫の恩師）、大幸雅弘（現・BS朝日）
- ディレクター：北村一明（喜劇役者・曾我廼家明蝶子息）、新宮寿彦、松田安啓、石高健次、西村真一郎、ほかに朝日放送女性社員D1人あり（女性出演者の栗生ひとみと伊地知温子の管理のため）
- チーフプロデューサー：久保田晃、幡谷和久
- ディレクター：鳥海久慎、西尾理志、山口正樹、磯野靖夫、大橋洋平

## その他
- 2021年10月23日から劇場で公開された『映画 トロピカル〜ジュ!プリキュア 雪のプリンセスと奇跡の指輪!』には、朝日放送（テレビ）がテレビアニメシリーズを制作している関係で、当時第2部のアシスタントを務めていた澤田がゲスト声優として出演。商店街ののど自慢大会のシーンに登場する司会者役を演じた[77][78]。
- 2022年9月23日（金曜日・秋分の日）から25日（日曜日）までの3日間は、「おは朝パーク」と銘打ったイベントを万博記念公園（大阪府吹田市）内の「お祭り広場」で開催。日本国内で新型コロナウイルス感染症の流行が始まった2020年以降では初めての公開イベントで、パーク内に物販・飲食のブースを多数設けながらも（通常は入園料を徴収している公園内に）無料で入場できたことから、入場制限を一時課すほどの盛況に至った。
- 平日版は2022年4月から、『newsおかえり』（『キャスト』の後継番組に当たる平日夕方の報道・情報番組）とも連携している。現に、『newsおかえり』の開始に際しては、「『いってらっしゃい!』（と呼び掛ける『おは朝』）と『（news）おかえり』を通じて視聴者の日常生活の一部になる」というコンセプトを設定。パイロット版を放送している時期から、メインキャスターの横山太一（朝日放送テレビのアナウンサーで『おはようコールABC』の最終メインキャスター）を中心に、（斎藤真美などの）「日替わりMC」やサブキャスターがオープニングパートの挨拶を「おかえりなさい」という掛け声で始めている。2022年10月からは、福戸が平日版へのレギュラー出演と並行しながら、金曜日の本番後に『newsおかえり』のフィールドキャスターを担当。2023年4月16日からは、『おは朝おかえり傑作選』（両番組で放送されたコーナーの再放送枠）を、月に2回のペースで日曜日の10:50 - 11:50に編成している（当該項でも詳述）。

### 放送上の不手際
- 2023年1月13日に「関西ええとこみっけ隊」（2021年10月から毎週金曜日に編成されていた生中継コーナー）を川湯温泉（和歌山県）から放送した際に、このコーナーのリポーターを兼務していた女性ディレクター（放送上の名義は本名に由来する「つだまゆ」）が、ガムを噛みながらリポートを送っていたことを第2部MCの岩本が指摘。「つだまゆ」は指摘に対して「（噛んでいることを）忘れていました」と弁解したものの、中継先の関係者などに対する謝罪の言葉が出なかったこともあって、視聴者からSNSなどを通じて数多くの批判を受ける事態に至った[79]。
  - 以上の事態を受けて、岩本は当日のエンディングで、「つだまゆ」の名指しを避けつつも「中継のコーナー（『関西ええとこみっけ隊』）でリポーターがガムを噛みながら出演することがありました。御協力いただいた地元の川湯温泉の皆様、ならびにテレビに御覧の皆様に対しても非常に失礼な行為でした。大変失礼致しました」と謝罪した。放送の時点で朝日放送テレビの代表取締役社長を務めていた山本晋也も、1週間後（2023年1月20日）に臨んだ新春社長会見の中で、このシーンを自宅で視聴していたことを告白。「『口の中に（食べ）物を入れながら話す』という行為が失礼に当たることは誰にでも分かるのに、放送の中で起きることがあってはならない」との苦言を呈するとともに、放送後に「つだまゆ」本人を厳重注意へ処したことを明かした[80]。
  - 「つだまゆ」は上記の事態を受けて、「関西ええとこみっけ隊」への出演を1ヶ月近く見合わせた後に、2023年2月10日（金曜日）放送分から出演を再開した。再開に際しては「取材先の皆様に不快な思いをさせてしまったうえに、御迷惑をおかけして大変申し訳ございませんでした」との表現で謝意を示した[79]が、「関西ええとこみっけ隊」の終了（同年3月10日）と同時にリポーターを「卒業」。終了後も当番組に携わっているものの、放送には登場せず、ディレクター業務へ事実上専念している。
  - 「関西ええとこみっけ隊」では、通算で47ヶ所から生中継を実施。放送日によっては「つだまゆ」の名が番組表の説明文に盛り込まれることがあったほか、『newsおかえり』が始まってからは、同番組とのコラボレーションによる特別企画でも3ヶ所から中継していた[81]。ちなみに、最終回の放送中に「つだまゆ」へ渡された「卒業証書」には、「当初の予定通り」に卒業する旨を明記した一文が添えられている。

### ロケ取材中の事故
- 2023年7月11日（火曜日）に土曜版のロケ企画で小椋寛子と増田紗織が和歌山県田辺市で「フライフィッシュ」（マットレス状の浮輪ボートを水上オートバイで引っ張りながら海面から浮上させるマリンアクティビティ）の体験取材に臨んでいたところ、2人が乗っていた浮輪ボートが、突風にあおられた末におよそ2メートルの高さから海面に転落。2人とも転落の衝撃で意識を失ったまま、救急車で病院へ搬送される事態に至った。朝日放送テレビでは、この事実を2日後（13日）に公表したうえで、2人および関係者に対する謝罪のコメントを出した[82]。15日放送の土曜版でも、MCの北村が視聴者に向けて事故の概要を報告したうえで、関係者に向けて改めて謝罪している[83]。
  - 小椋と増田は、病院へ搬送後に意識を回復。小椋は右側腹筋の挫傷と右大腿部の皮下血種、増田は右骨盤・左膝・右肩の打撲および右頬骨の打撲傷皮下出血と診断された。ただし、2人とも入院せずに通院治療で対応[84]。小椋は、「無理のない範囲」という条件で、7月15日の土曜版から出演した[83]。
  - 朝日放送テレビがこの事故を発表した2023年7月13日は木曜日で、増田が当時パーソナリティを務めていた『ABCミュージックパラダイス』（朝日放送ラジオの生放送番組で通称『ミューパラ』）の出演日でもあった。本人は発表の当日に『ミューパラ』への出演を見合わせたものの、同番組に提供したボイスメッセージによれば、「事故で（一時）意識を失っていたものの、全身打撲などの診断を受けていながら、骨は奇跡的に折れていなかった」という[85]。15日の土曜版には当初から出演を予定していなかったものの、実際には14日から朝日放送テレビでの業務に戻る[83]と、「休日版」初回（同月17日）の第1部から生放送番組への出演を再開。「休日版」の初回には、小椋もエレクトーンの演奏で参加した[86]。

## 関連書籍
- 「おはよう朝日です。雑誌です」（2000年3月1日発行、廣済堂出版） ISBN 4331800148
- 「おはよう朝日です。また雑誌です」（2000年12月1日発行、角川書店）、ISBN 4047217026
- 「番組放送30周年記念 『おはよう朝日です』の本」（2009年11月27日発行、京阪神エルマガジン社）、ISBN 4874353096